# Харківське державне авіаційне виробниче підприємство
Ха́рківське держа́вне авіаці́йне виробни́че підприємс́тво (ХДАВП, Харківський авіаційний завод (ХАЗ)) — одне з підприємств авіаційної промисловості України — об'єднання декількох заводів, які забезпечують повний цикл робіт із серійного виробництва, доопрацювання та технічного обслуговування в процесі експлуатації вироблених літаків; має сертифікати про схвалення виробництва, видані Державіаслужбою України та Авіаційного реєстру Міждержавного авіаційного комітету (АР МАК), а також висновок від організації системи якості Бюро Верітас.

## Історія підприємства

### Створення заводу
23 березня 1923 року, в м. Харкові, що мав на той час статус столиці радянської України, було організовано акціонерне товариство «Укрповітрошлях» — перша авіакомпанія на теренах республіки. 51 % її акцій належали державі.
У Харкові почалося спорудження аеропорту. Під злітно-посадкову смугу в районі Сокольників вибрали рівний майданчик поруч із міським іподромом. По сусідству з аеродромом приступилися до зведення ангара, цеху авіаремонтних майстерень і адміністративного будинку, яке тимчасово припинилося через сильні морози. Чекаючи завершення будівництва працівники авіамайстерень розмістилися в утепленому гаражі. Відразу встановили два токарних і один свердлильний верстати. З настанням весни 1924 року, відновилося будівництво великого ангара й будинку майстерень. До кінця травня нові корпуси були закінчені, авіамайстерні одержали назву ТАПУК (Товариство авіації та повітроплавання України і Криму) і приступили до роботи, що переважно полягала в обслуговуванні літаків «Укрповітрошляху» (УПШ).
25 травня відкрилися перші пасажирські лінії Харків-Полтава-Київ і Харків-Кіровоград-Одеса. За чотири місяці УПШ перевезли 760 пасажирів, 137 кг пошти й 519 кг вантажу. До початку 1926 року харківські авіамайстерні стали великим для свого часу підприємством зі значним штатом працівників. Якщо у вересні 1924 року їх було 17, то в березні 1925 — уже 50 осіб, а ще за рік, у списках значилися 92 робітників і 15 службовців. В березні 1925 виробничі потужності зросли настільки, що дозволяли перейти від ремонту літаків до їхнього будівництва.

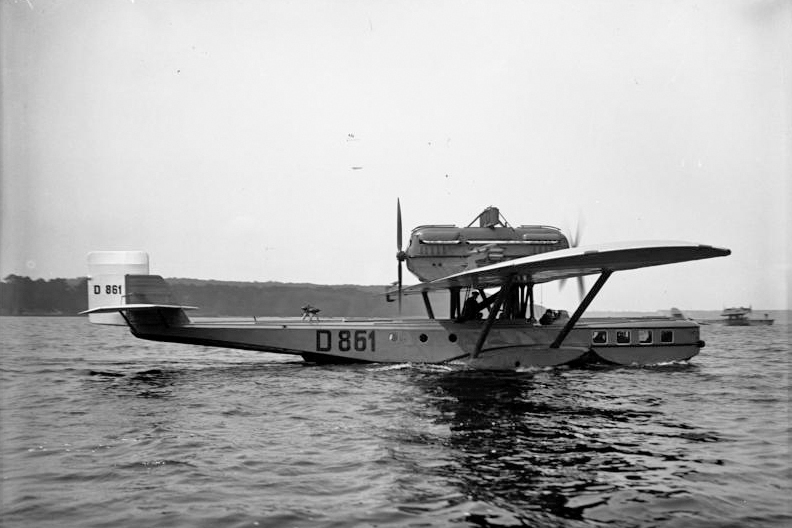
Гідроплан Дорньє «Валь»

Керівництво УПШ розглядало різні варіанти налагодження виробництва авіатехніки. Серед них — розміщення в Харкові складальних цехів, де літаки збиралися б із закуплених за кордоном деталей (а німецький конструктор Клаудіус Дорньє пропонував навіть перенести до Харкова повний цикл виробництва нової моделі «Валь», однієї із найкращих на той час у світі); запрошення до Харкова вітчизняних конструкторів з метою розгорнути власне КБ (авіаконструктор Дмитро Григоро́вич за замовленням УПШ розробив літак СУВП(рос.), що був побудований у Ленінграді). Але остаточне рішення було ухвалено на користь проєкту конструктора-початківця Костянтина Калініна, літак якого здобув високу оцінку фахівців.

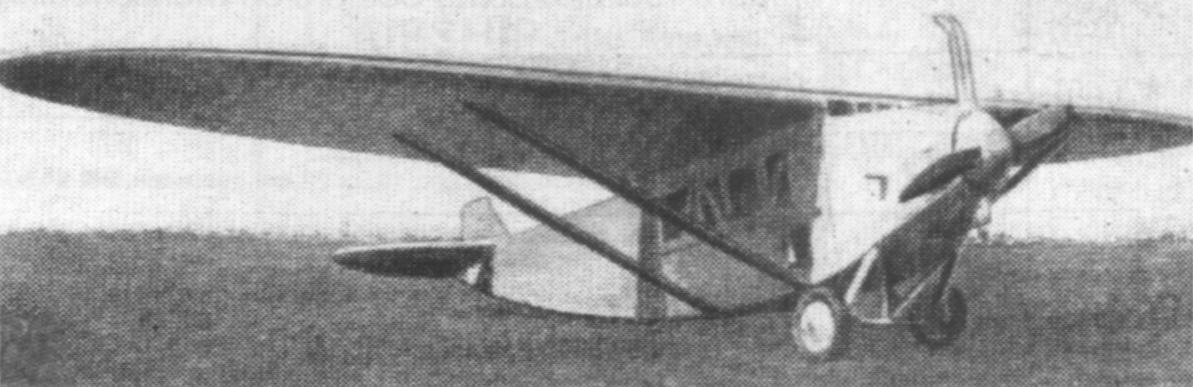
К-1

Костянтин Калінін, колишній льотчик у роки першої світової війни, після її закінчення у мирний час став начальником виробництва на київському заводі «Ремповітрошлях-6» де із групою таких же ентузіастів авіації побудував в 1923 році літак власної конструкції. Восени К-1 вилетів у Москву із зупинкою в Харкові (саме тоді відбулася показ машини перед керівництвом УПШ), успішно пройшов державні випробування й, першим з вітчизняних літаків, був рекомендований до серійного виробництва. На пропозицію працювати в Харкові Калінін відповів згодою, і разом з ним із Києва переїхали на нове місце найближчі помічники по створенню К-1, сформувавши невеликий конструкторський колектив, що відразу почав переробку моделі під серійне виробництво.
Конструктори прагнули створити універсальну й недорогу у виробництві машину, що передбачала можливість перевезення трьох пасажирів при екіпажі із двох чоловік. Крім пасажирського, розробляли варіанти санітарного й фотознімального літаків. Вони могли розвивати швидкість 165 км/год, а запас палива забезпечував 6 годин польоту. Машина одержала назву К-2.
У середині травня 1926 року Керування ВПС РСЧА видало К. О. Калініну дозвіл на організацію в Харкові авіаційного заводу. Однак запустити серійне виробництво К-2 на повний хід не виходило. Майстерні були завантажені ремонтними роботами ще більше, ніж у минулі роки. Окрім поточного обслуговування, підприємство виконувало всі види капітального ремонту літаків закордонного виробництва. Склалися напружені обставини, які пізніше стали причиною конфлікту Калініна й УПШ: сполучити обидва напрямки було неможливо, оскільки виробничі потужності залишалися скромними, і фахівців не вистачало.

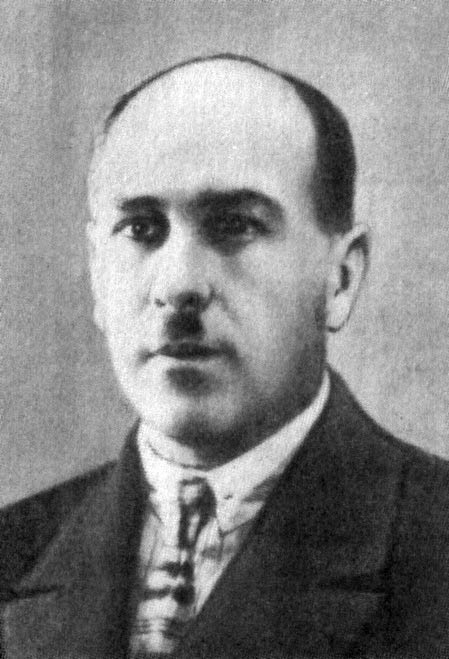
Костянтин Калінін

17 вересня 1926 року на дошці оголошень адміністративного будинку з'явився наказ: «Через значне розширення діяльності авіамайстерень, розвитку в них власного літакобудування й переведення їх на виконання великих замовлень, авіамайстерні УПШ із цього числа перейменовуються в „Авіазавод ім. Раднаркому УРСР“». Таким чином, ця дата — 17 вересня 1926 року — стала днем народження Харківського авіаційного заводу. К. О. Калінін був призначений директором і головним конструктором підприємства.

### Довоєнні роки
Виробничий план авіаційного заводу на 1928 рік передбачав випуск 8 літаків. На той час у 1927 році був закінчений  літак К-2, успішно пройшов випробування, налітав 129 годин без аварій. На заводі його обробили з урахуванням зауважень випробувачів: обшили дюралем передню частину фюзеляжу, обтягнули полотном обтічники підкосів шасі, розмістили додатковий бензобак, істотно змінили конструкцію кіля й повороту. У документації із січня фігурували позначення К-3 і К-4: КБ постійно вдосконалювало машину, створювало нові її модифікації. Уперше в заводській практиці було вирішено будувати літаки не поштучно, а відразу по три — чотири одночасно. Групова закладка агрегатів затягувала початковий етап виробництва, але в майбутньому обіцяла економію засобів і часу.

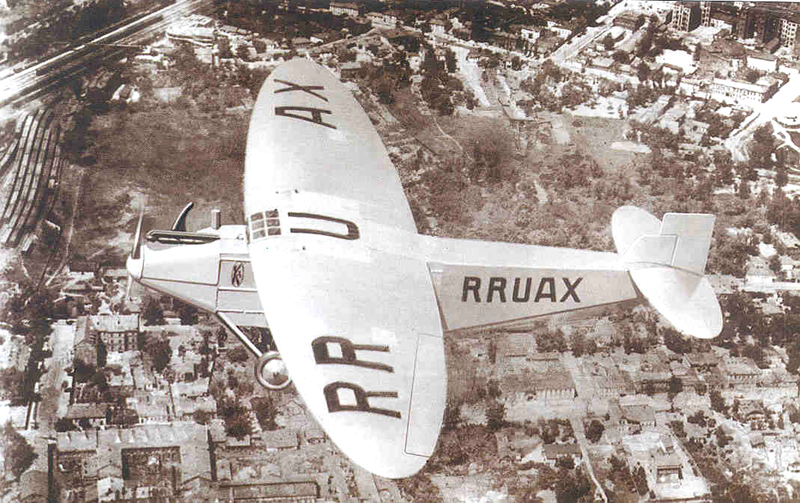
К-4 виробництва ХАЗу над Харковом, 1928

Восени 1928 року харківські авіабудівники вперше взяли участь у престижній міжнародній виставці. 8 жовтня у Берліні відкрилася III Міжнародна авіавиставка, де був представлений «повністю радянський» К-4 (двигун БМВ стандартної комплектації К-4 перед виставкою замінили на вітчизняний М-6 потужністю 300 к.с.). Журі присудило К-4 золоту медаль.
Тим часом завод ріс, чисельність працівників щорічно подвоювалася, а випуск продукції порівняно з 1927 роком збільшилася на 833 %. Росла й потреба країни в цивільних літаках. Урядова комісія ухвалила рішення щодо необхідності серійних 6-містних літаків зі швидкістю 160—180 км/год. Розробка К-5 у цей час уже велася, і випуск зразка призначили на весну 1929 року.
У 1929 році завод продовжував випуск серійних К-4 і одночасно готувався до переходу на виробництво нової машини. Восени 1929 року, тільки-но одержавши необхідні двигуни, складальні бригади за кілька днів змонтували силові установки давно готових планерів. 6 листопада 1929 року К-5 піднявся в повітря.
З 1 січня 1930 року Харківський авіаційний завод був виведений з підпорядкування УПШ і переданий Авіатресту. Пішов ще цілий ряд організаційних перетворень, наслідком яких у підсумку став перехід заводу на централізоване фінансування. При цьому з'ясувалося, що потрібних сум у держави немає: навіть явно занижені суми, закладені у фінансовий план, вчасно не виплачувалися. При цьому від ХАЗу наполегливо вимагали розширення виробництва. Тому в 1930 все-таки було розгорнуте будівництво нових виробничих площ. Не втратила гостроти й проблема кадрів. Дорогоцінних для заводу інженерів готовило авіаційне відділення Технологічного інституту, з 1930 року — Харківський авіаційний інститут (ХАІ). Паралельно з кадровими проблемами вирішувалися й соціально-побутові питання. 1930 рік став початком житлового будівництва.
Влітку 1930 року завершилися державні випробування першого екземпляра К-5 із двигуном М-15. Вони показали, що при корисному навантаженні 1600 кг максимальна швидкість літака досягала 198 км/год. При зменшенні навантаження на 200 кг значно поліпшувалися керованість і злітно-посадкові характеристики — К-5 обходився смугою завдовжки 140 м для посадки й ледве більше 100 м для зльоту. К-5 був рекомендований до серійного виробництва, і до кінця року було випущено 25 машин, які розлетілися всією країною.
Слабким місцем радянських літаків, в тому числі К-5, залишався двигун. Мотори не відрізнялися ні надійністю, ні довговічністю, і протягом усього 1931 року завод намагався виправити ситуацію. Робота йшла двома напрямками: допрацьовувався двигун М-15 і літак був перепроєктований під новий М-22. В обох випадках харківські авіабудівники мали успіх. Весь комплекс внесених у конструкцію переробок і змін поліпшив літні якості К-5 і забезпечив безвідмовну роботу його систем. У лютому 1932 року К-5 з двигуном М-22 виконав перший політ. До кінця 1932 року виробництво К-5 із двигуном М-15 було остаточно згорнуте, і на повний хід ішов серійний випуск К-5 з двигуном М-22.
Усього з 1930 по 1934 рік ХАЗ випустив 288 літаків К-5 різних модифікацій. До 1941 року, вони були основою пасажирської авіації СРСР. Вдала машина привернула увагу військових: 1931-го почалися роботи з перетворення К-5 у бомбардувальник. Однак підсумки випробувань бомбардувальників К-5 замовників не влаштували, і при мобілізації передбачалося використовувати ці літаки як санітарні і транспортні.
Наприкінці 1933 року керівництво Головного керування авіаційної промисловості ухвалило рішення щодо припинення в 1934 році випуску К-5 і початку виробництва на ХАЗі продукції військового призначення.
До 1934 року були розроблені й виготовлені ще кілька моделей: поштовий літак К-6, багатоцільовий «виконкомівський» К-9, — дешева модель, що передбачалося використовувати для зв'язку обласних і районних центрів з колгоспами, — трохи вдосконалені К-10 і К-11, роботи з яких припинилися на стадії проєктної документації, також були виготовленні деякі моделі планерів, наприклад «Осоавіахімовець України».
У 1932 році до плану було внесено багатоцільовий військовий літак ВР-2, що одержав позначення К-12. Він повинен був мати здатність довгий час баражувати у фронтовому небі, розвивати швидкість 250 км/год на висоті 3 000 м, мати радіус дії не менш 350 км і нести 300 кг бомбового навантаження. Харківські конструктори розробили літак-бесхвостку, без традиційного хвостового оперення. Теоретичної бази побудови таких літаків на той час ще не було, тож було побудовано дослідний суцільно-дерев'яний планер у співвідношенні 1:2, що успішно пройшов всі заводські випробування. Однак з низки причин К-12 будували вже у Воронежу, куди перевели КБ Калініна.
У 1933 році харківські авіабудівники працювали також над бомбардувальником К-13 і пасажирського К-14. Літні якості машин виявилися невисокими, і інтерес до них згас.

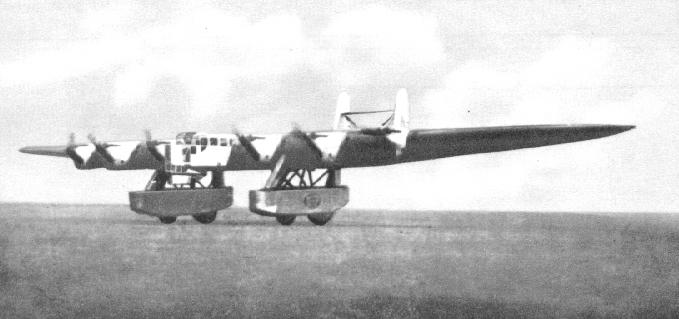
К-7

Окремо варто згадати унікальний проєкт К-7, що за хронологією також укладається в цей період, але заслуговує особливого згадування. У ті роки створення літаків-гігантів стало одним із пріоритетів авіабудування, і харківські конструктори не залишилися осторонь. В 1929 був готовий проєкт чотиримоторного пасажирського літака К-7, оснащеного двигунами БМВ по 1000 к.с. кожний. В остаточному варіанті К-7 являв собою гігантське крило товстого профілю розмахом 53 м і площею 454 м². Машина в пасажирській модифікації могла перевезти 128 осіб на відстань до 5000 км. Планувався також «VIP» — вісім кабін на вісім спальних місць кожна, у підлозі — засклені прорізи для огляду, у центроплані — кают-компанія з диванами, буфетом, кухнею й радіорубкою. Проєктовані швидкість і вантажність дуже сподобалися військовим: як стратегічний бомбардувальник, К-7 міг нести до 10 тонн бомб, габарити дозволяли встановити навіть гармати, схема робила компонування винятково зручним і безпечним. Десантний варіант був розрахований на 112 парашутистів. У ході будівництва такого гігантського літака труднощі виникали на кожному кроці: конструкція постійно вимагала вдосконалення, виробництво матеріалів, з яких можна було виготовити планер, тільки починалося, виникали складності зі зварюванням, не було відповідних за розмірами цехів для складання. Проте харківські літакобудівники створили цього гіганта. 8 серпня 1933 року пілот зробив на К-7 перше руління аеродромом, а 19 серпня відбувся перший політ по прямій — літак піднявся на 5 метрів і протримався кілька секунд. Доробка моделі йшла безупинно.
О 6-ій годин ранку 21 серпня літак зробив перший політ колом. На зльоті обірвався трос керування одним із серворулів, але льотчикові вдалося вдало провести літак по колу й приземлитися. Через три тижні, після низки доробок, випробування продовжилися. Другий політ був виконаний 22 вересня 1933 року, після чого почалися офіційні заводські випробування, які теж не обходилися без надзвичайних подій.

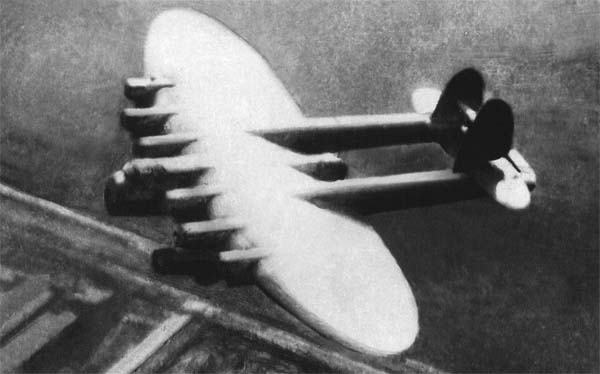
одна з модифікацій К-7 у польоті

Дмитро Григорович

Останнім для К-7 виявився його одинадцятий випробувальний політ 21 листопада 1933 року, у ході якого планувалося визначити максимальну швидкість літака. Завдання передбачало зліт, набір висоти до 1000 м, політ до південно-західної окраїни Харкова, спуск до 100 м у районі Рогані й трикратне проходження на максимальній швидкості мірної бази довжиною 1250 м. На третьому заході К-7 пішов на зниження, урізався в землю й зайнявся. Із двадцяти учасників польоту загинуло п'ятнадцять. Урядова комісія, створена для розслідування причин катастрофи, зробила висновок, що К-7 розбився через деформацію хвостового оперення, викликаного сильним коливанням («флаттер»), з яким у ті роки боротися ще не вміли. З огляду на успішність попередніх випробувань, було ухвалене рішення побудувати ще два таких літаки. Незабаром у долі й організації заводу відбулися рішучі зміни: КБ Калініна було переведено у Воронеж, туди ж перейшло будівництво К-7. Завод був перейменований в «№ 135», що однозначно свідчило про перехід виробництва на випуск продукції військового призначення, а самому Калініну катастрофу К-7 ніколи не вибачили: в 1938 році він був арештований НКВС і розстріляний за обвинуваченням у шпигунстві й шкідництві.
У цей період конструкторське бюро (КБ) заводу очолювали:
- 1926—1934 — К. О. Калінін,
- 1934—1935 — Д. П. Григоро́вич,
- 1936—1938 — Й. Г. Неман,
- 1939—1940 — П. Й. Сухий,
- 1940—1941 — П. Д. Грушин

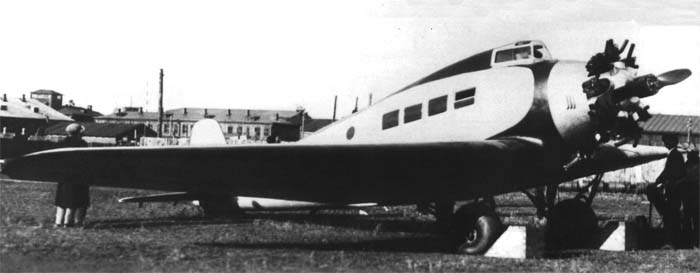
ХАІ-1

До дослідних машин можна віднести також ХАІ-1, хоча літак проєктувався не на ХАЗі й був побудований на громадських засадах. У ті роки занадто повільно росла швидкість літаків (з 1929 по 1931 вона збільшилася з 190 км/год тільки до 200 км/год), і рішенням цієї проблеми захопився молодий харківський інженер Й. Г. Неман, завідувач кафедри ХАІ. Роботою над проєктом він завантажив своїх найобдарованіших студентів, і група Немана створила ХАІ-1 — низькоплан із вільнотримальним крилом і абсолютним нововведенням — шасі, що складається. Без усякої фінансової вигоди ХАЗ узявся побудувати ХАІ-1 у позаурочний час. Літак був побудований у рекордний термін — 180 днів. У жовтні 1932 відбувся перший дослідний політ ХАІ-1, а у січні 1933 пілот уперше прибрав шасі в польоті. Додаткова швидкість склала 40 км/год. 30 січня літак розвинув швидкість 292 км/год, що відразу вивело його на перше місце в Європі й друге у світі серед швидкісних пасажирських машин. Навесні 1933 року літак був запущений у виробництво ще до закінчення державних випробувань.
Поряд з цивільною продукцією у 1934 р. завод почав випускати гарматні винищувачі І-Z конструкції Д. П. Григоровича. На завод також прибув і сам Дмитро Павлович з групою конструкторів, маючи завдання доведення свого винищувача і створення його нових модифікацій. Однак, через конструктивні недоліки випуск обмежили 50 примірниками. У 1936—1937 рр. побудували 90 вдосконалених винищувачів ІП-1 конструкції Григоровича.
7 серпня 1939 року Головним конструктором був призначений П. Й. Сухий з метою запуску у виробництво ближнього бомбардувальника ББ-1 (Су-2). Літак мав стати основною фронтовою машиною для безпосередньої підтримки військ, їх прикриття та ближньої розвідки.

### Авіазавод під час другої світової війни
Досвід з освоєння виробництва літаків різноманітного призначення, кадровий потенціал та виробничі потужності сприяли тому, що завод було переорієнтовано на випуск військової техніки. У квітні 1941 р. у Харкові було побудовано важкий двомоторний винищувач Гр-1 конструкції Грушина. Та літак не пройшов обов'язкової продувки з працюючими моторами в аеродинамічній трубі і до польотів допущений не був. Окрім того, наземні випробування виявили багато дефектів, особливо з моторами АМ-37, і літак було вирішено передати на статичні випробування. Другий літак Гр-2, побудований у варіанті швидкісного бомбардувальника, льотчик Гринчик облітав 15 червня.
До розформування завод був зосереджений на випускові літака Су-2. Станом на січень 1942 року було випущено 785 літаків. Розформування та передача обладнання і переведення персоналу  24 січня 1942 було пов'язане з переорієнтацією виробництва на інші типи літаків — Пе-8[джерело?].
Після відновлення роботи заводу 28 серпня 1943 року у Харкові були організовані деревообробний, дюралевий, механічний і складальний цехи. Завод став одним з ініціаторів створення пересувних авіаремонтних майстерень[джерело?]. З 10 вересня 1943 завод розпочав ремонт Як-1, Як-7, Як-9, Ла-5 та Іл-2, які надходили з фронту. У листопаді 1943 р. розпочали збирання Як-7 і Як-9 із готових агрегатів саратовського заводу. Завдання грудня 1943 було виконано достроково. Наступного — 1944 року — завод почав складання винищувачів-бомбардувальників Як-9Б, виготовлення крил до Як-3, а також налагодив випуск запчастин до Як-1.

### Харківський авіазавод після другої світової війни
Через різке скорочення військового замовлення авіазавод одразу після війни був під загрозою зникнення — підприємство збиралися перевести на випуск неавіаційної техніки. Зрештою виробництво літаків вдалося зберегти налагодивши випуск навчальних літаків у другій половині 40-х — на початку 50-х років. Упродовж 1947—1949 років тут виготовили 406 поршневих літаків Як-18, а у 1950–1954 роках підприємство виготовило 517 одиниць реактивних навчально-бойових літаків МіГ-15УТІ.

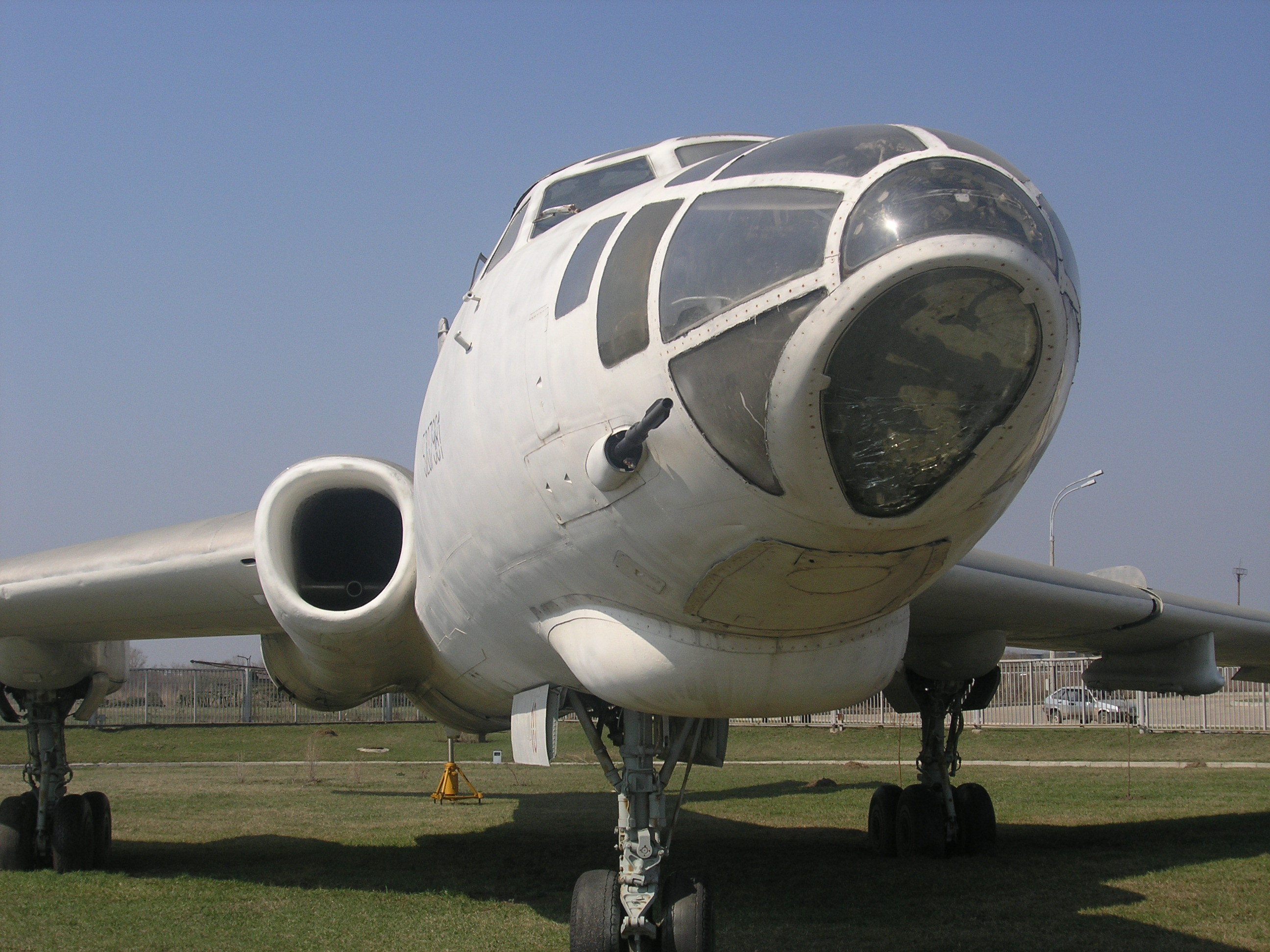
Ту-16

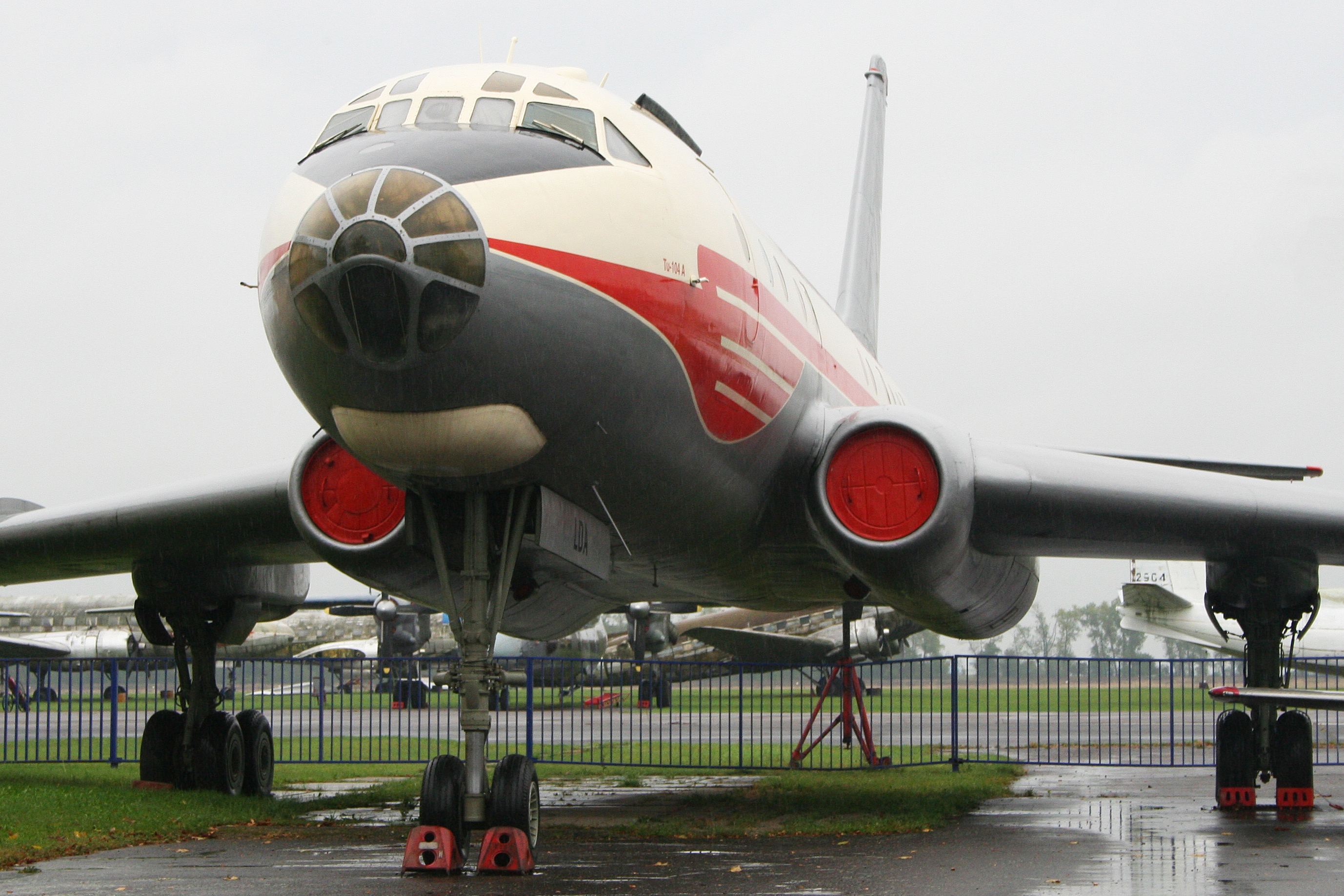
Ту-104

Після цього підприємство було переведене на випуск конверсованого із бомбардувальника Ту-16 першого пасажирського реактивного літака Ту-104. Новий літак за складністю, розмірами і масою перевершував усе, що випускав завод до цього часу. Консолі крила і хвостове оперення поставлялися із казанського заводу № 22, а Харківський авіазавод виготовляв фюзеляж і центроплан Ту-104 та здійснював остаточне складання літака. Саме на трьох харківських Ту-104АК тренувалися рухатися в невагомості чи при зниженій силі тяжіння усі перші радянські космонавти, перевірялися шлюзові камери для виходу у відкритий космос і навіть шасі «Місяцеходу». За цю роботу завод нагороджений почесним дипломом та пам'ятною медаллю Ю. А. Гагаріна. Нині одна така машина знаходиться на заводській музейній стоянці[джерело?]. Всього було виготовлено 55 літаків.

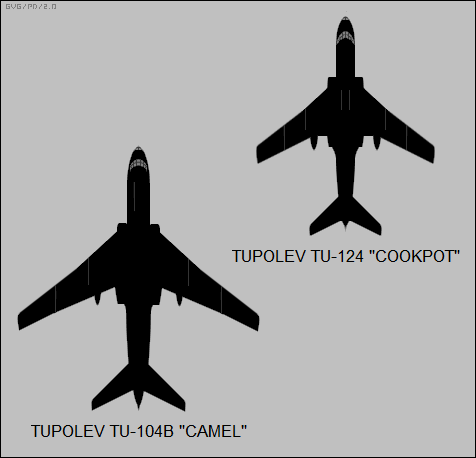
Співмірні силуети Ту-104 і Ту-124

Наступним став Ту-124 — ближньомагістральний реактивний лайнер, розрахований на перевезення 36–40 пасажирів на відстань до 1500 км із крейсерською швидкістю 780 км/год (максимальна швидкість сягала 956 км/год). Ту-124 був, по суті, зменшеним приблизно на 25 % варіантом Ту-104, та вперше в СРСР на ньому встановили двоконтурні турбореактивні двигуни (ДТРД) Д-20П тягою 5800 кг, які забезпечували суттєву економію пального і деяке зменшення шумності. Процес підготовки виробництва зумовив потребу освоєння низки нових технологічних процесів, зокрема, хімічного фрезування тонких великогабаритних панелей, виготовлення герметичних відсіків-кесонів крила. Номенклатура деталей зросла на 40 тисяч найменувань, що викликало реорганізацію усієї системи технологічної підготовки виробництва. Окрім фюзеляжу для Ту-124 довелось також налагодити виготовлення крила й оперення. Усього різних модифікацій літака Ту-124 було випущено 165 екземплярів.

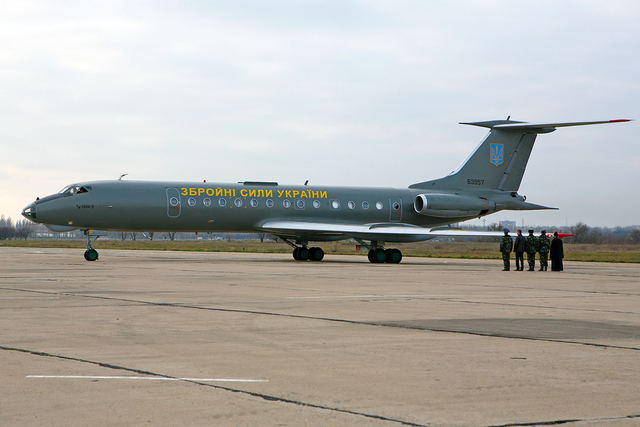
Ту-134

Глибокою модернізацією Ту-124 став літак Ту-124А, знаний в історії авіації як Ту-134. У проєктуванні літака брав участь і конструкторський відділ Харківського заводу —тут проєктували крило Ту-134. Серійне виробництво літака започатковане на заводі № 135 у 1965 році стало основним для Харківського авіазаводу на два десятиліття.

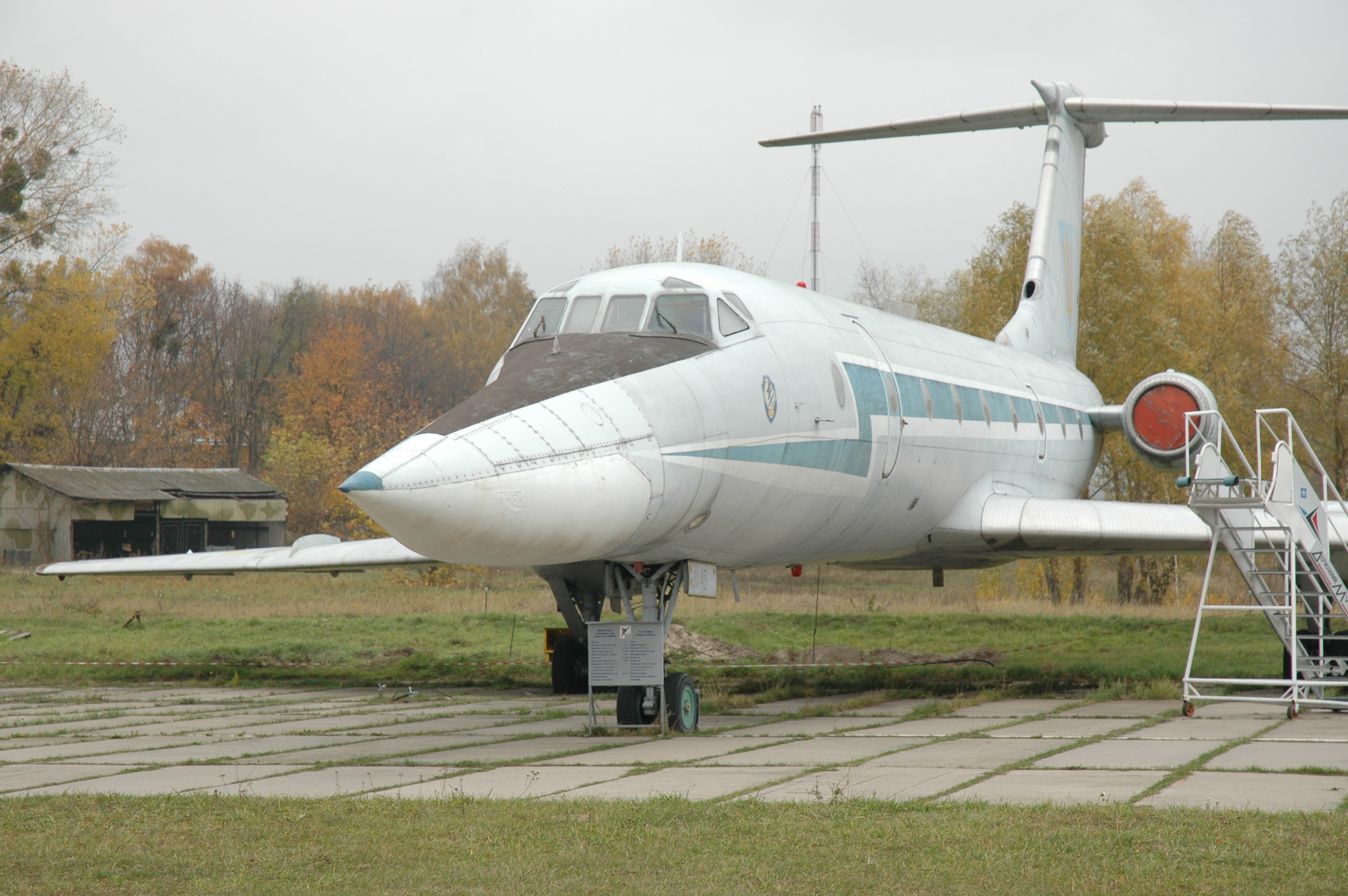
Ту-134УБЛ

Для ВПС і авіації ВМФ СРСР випускалось кілька спеціалізованих модифікацій Ту-134. Для підготовки штурманів був спроектований і випускався навчальний літак Ту-134Ш. Випущено 90 літаків різних модифікацій.
Для тренувань льотчиків далекосяжної і морської авіації з квітня 1981 року в Харкові випускали літаки Ту-134УБЛ загальною кількістю 109 екземплярів.
Загалом же до завершення виробництва у 1984 році в Харкові збудували 852 літаки Ту-134.
У вересні 1975 року керівництво Міністерства авіаційної промисловості (МАП) СРСР ухвалило рішення про впровадження у виробництво на Харківському авіазаводі безпілотного літака-розвідника Ту-141. Обладнаний досконалою як на той час фотоапаратурою, Ту-141 був основною складовою частиною комплексу оперативно-тактичної розвідки ВР-2 «Стриж». Агрегатна збірка першого виробу почалася 22[джерело?] квітня 1977.

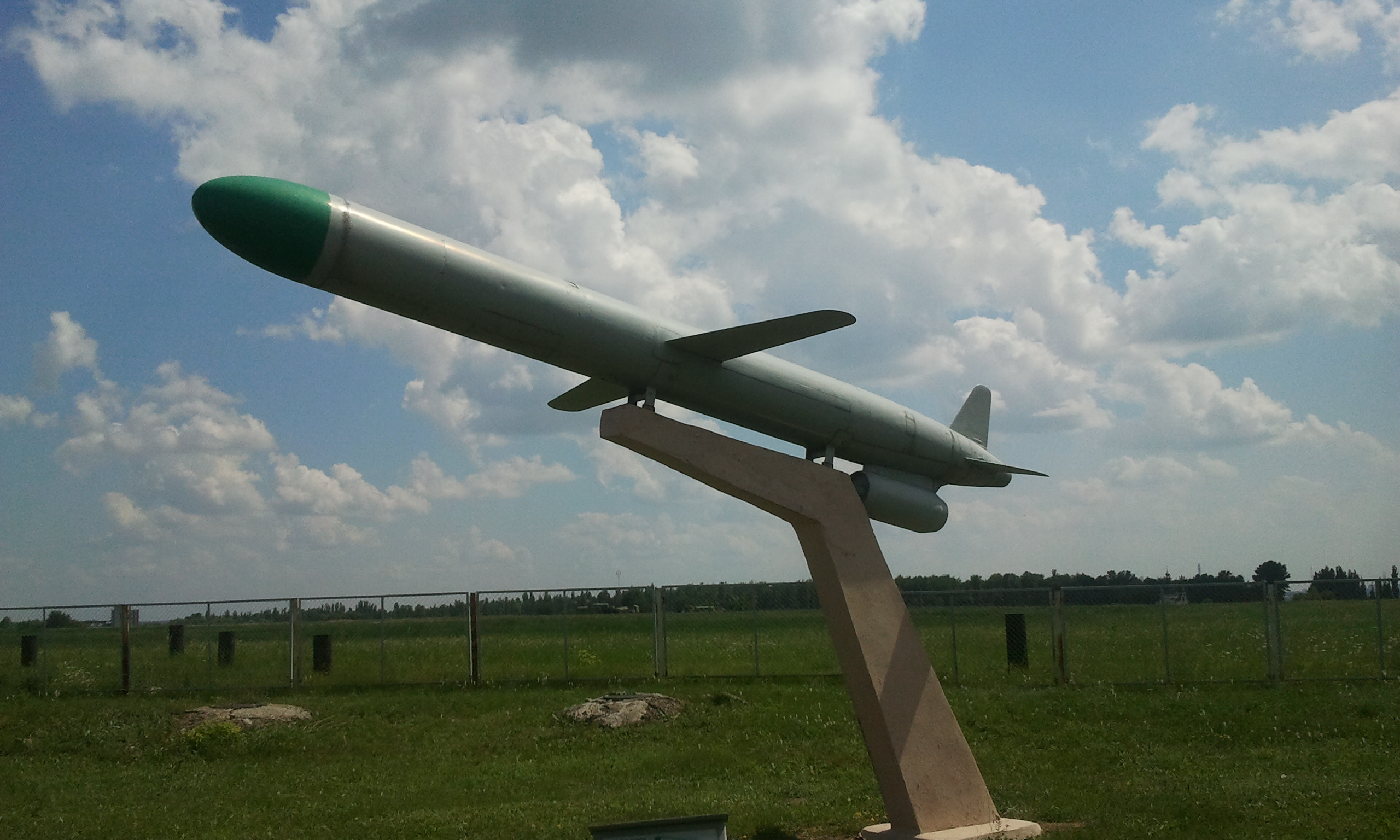
X-55 у музеї ХДАВП

У 1976 авіазавод нагороджено орденом Трудового Червоного Прапору.
У березні 1978 об'єднанню було доручено налагодити випуск стратегічних крилатих ракет (СКР) авіаційного базування Х-55, розроблених і спроектованих у Московському конструкторському бюро (МКБ) «Радуга» і призначених для озброєння стратегічних бомбардувальників Ту-95МС і Ту-160. Першу ракету здали 14 грудня 1980, а 1983  — за освоєння Х-55 ряд співробітників заводу було відзначено високими нагородами.
У 1984 Харківське авіаційне виробниче об'єднання нагороджене орденом Жовтневої Революції.
У 1986 директивним рішенням ракетне виробництво на ХАВО було припинене (останні 16 ракет зібрали в Харкові в першому кварталі 1987).
Відсутність перспективної туполєвської машини для виробництва на ХАВО призвела до появи в грудні 1980 року наказу МАП № 519, згідно з яким об'єднання із 1983 року мало налагодити випуск легкого військово-транспортного літака Ан-72, спроектованого в Києві під керівництвом О. Антонова. Спеціально для розміщення шести напівавтоматичних і автоматичних ліній з хімічної обробки деталей з алюмінієвих сплавів був збудований новий корпус.
Перший літак був готовий у грудні 1985 року. Загалом ХАВО випустило 123 літаки Ан-72, переважна більшість яких призначалась для військових експлуатантів. До цього числа увійшли близько 40-ка машин у вантажному варіанті і близько 60-ти — в салонному, призначеному для забезпечення діяльності штабів різних рівнів. Із середини 1980-х основною продукцією ХДАВП є літаки, розроблені в АНТК ім. О. К. Антонова.

### ХДАВП у Незалежній Україні

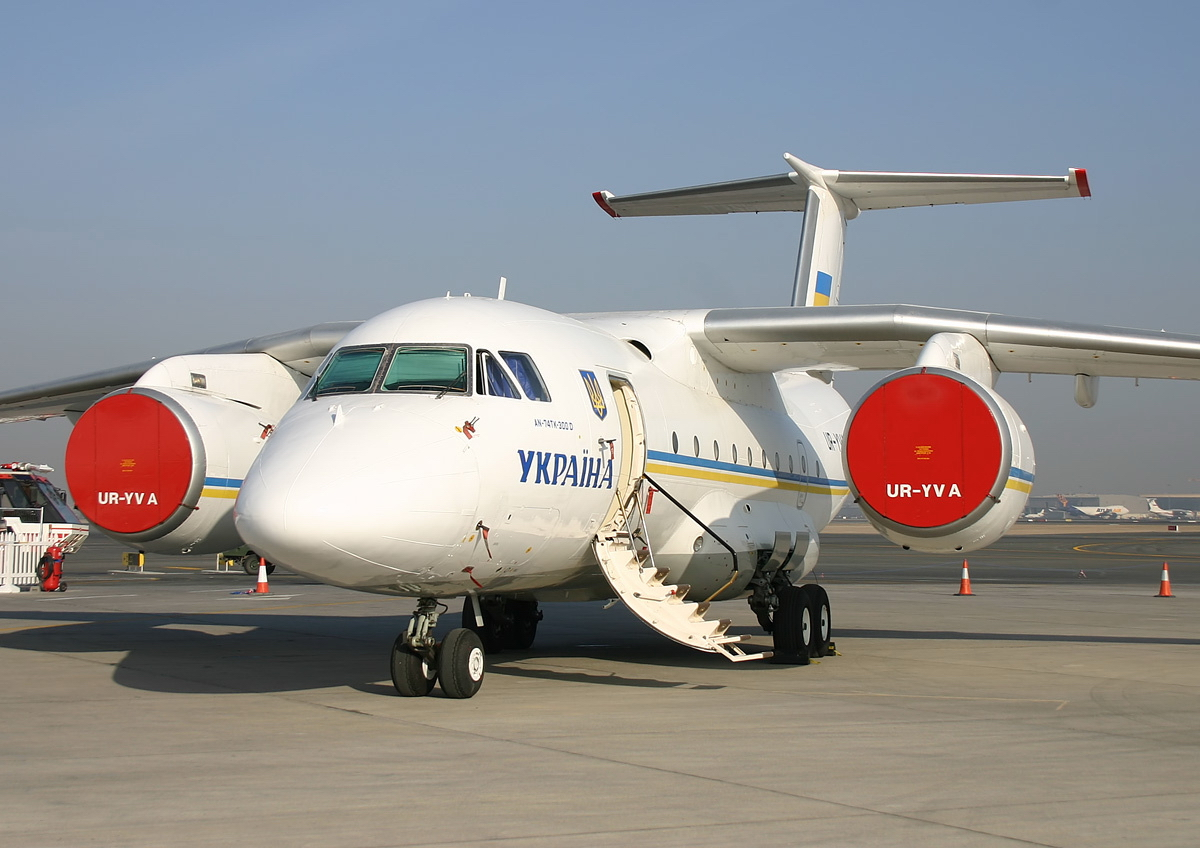
Ан-74ТК-300 VIP

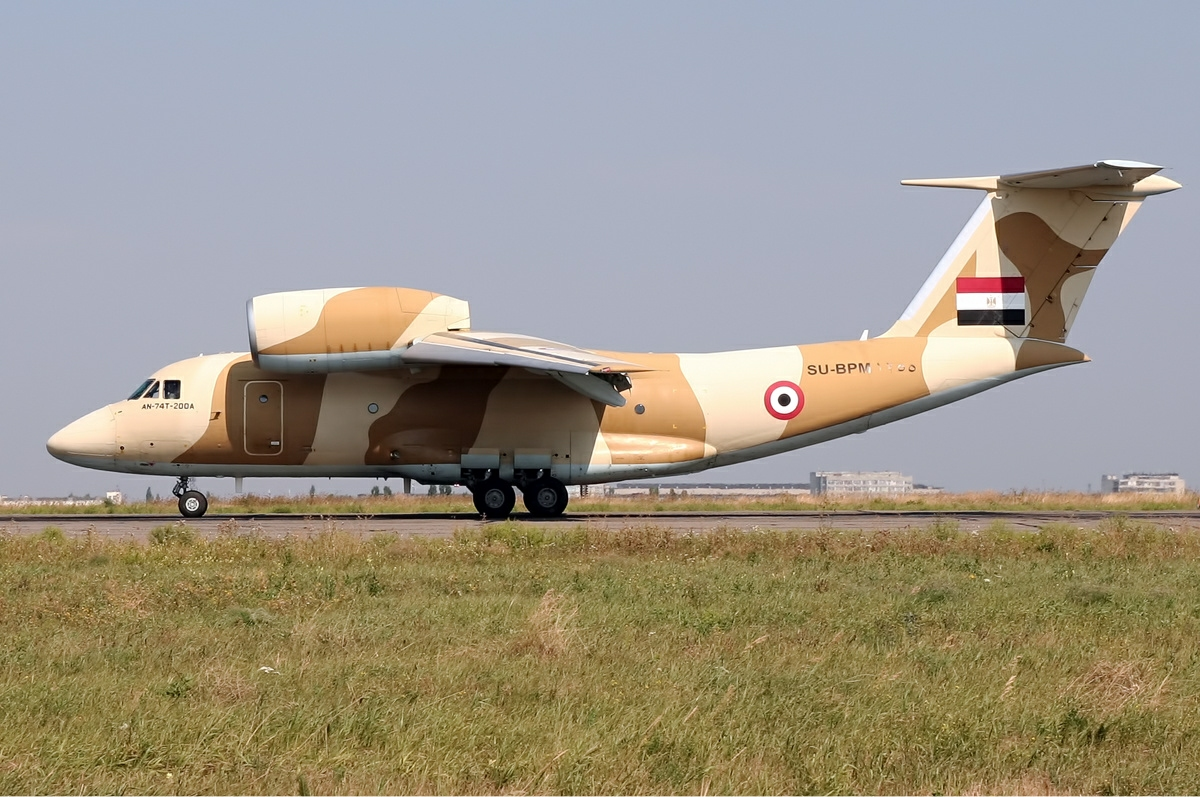
Ан-74Т-200А, Єгипетські ВПС

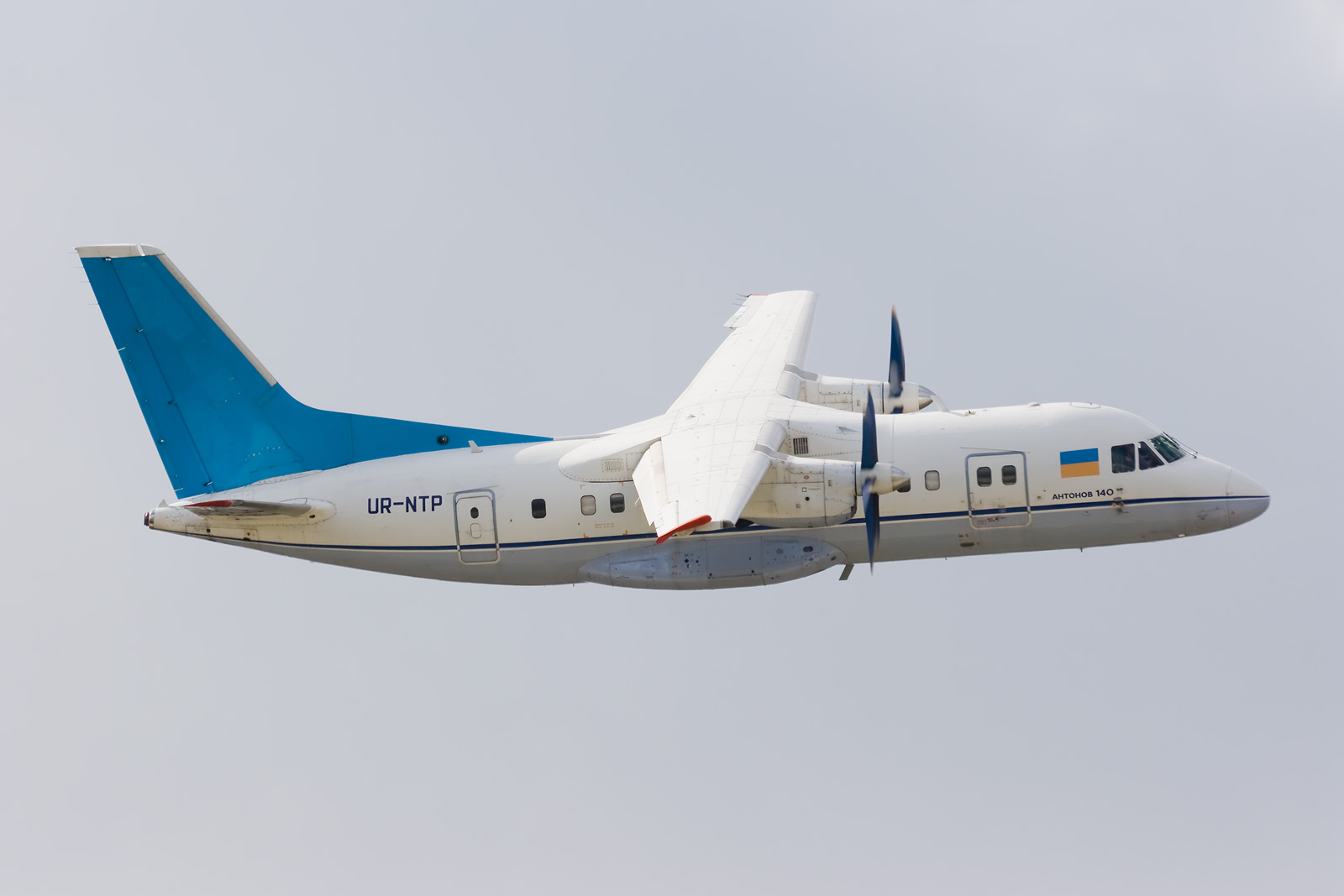
Ан-140 у польоті

На початку 90-х років XX століття  підприємство після серійного випуску легкого транспортного Ан-72, перейшло на виробництво Ан-74 для потреб комерційної авіації. Створений як військово-транспортний літак, Ан-74 який може виконувати безліч різних місій — як цивільних, так і військових.
У 1995 році ХДАВП виконало свій найбільше замовлення за часи Незалежної України – 12 літаків Ан-74. Починаючи з 1999, ХДАВП серійно виготовляє регіональний турбогвинтовий Ан-140. Й у 2002 році ХДАВП отримало замовлення від Лізингової компанії «Укртранслізинг» на 5 літаків цієї моделі, постачання яких закінчилося у 2003. У подальші роки кількість замовлень ставала меншою, а кількість вироблених літаків знаходиться в межах 0-3 шт. Почали накопичуватися борги, проте ХДАВП готував новий літак.
22 травня 2012 року на аеродромі Харківського державного авіаційного виробничого підприємства був представлений новий надлегкий, двомісний, спортивнонавчальний літака ХАЗ-30. Його випуск був освоєний ще в 2011 році. Літак повністю розроблений у КБ ХДАВП. ХАЗ-30 сконструйований у вигляді високоплана з переднім колесом. Його максимальна швидкість 200 км/год, а дальність польоту близько 400 км. На показових польотах літак здійснив посадку з виключеним двигуном, чим підтвердив свою високу надійність і можливість використання у навчальних цілях. В 2013 році Харківське державне авіаційне виробниче підприємство (ХДАВП) отримало тендер Харківського університету повітряних сил ім. Кожедуба на постачання літаків для навчання курсантів. До кінця 2013 року було випущено 10 літаків ХАЗ-30.  У 2014 році Туркменістан замовив та отримав 2 літаки Ан-140. Після чого ХДАВП не мало нових контрактів та почало згасати.
Нове керівництво заводу у 2017 році відновило базові виробничі активи та забезпечено виплати зарплат працівникам.
За 2017 рік здійснено технічне обслуговування 7 літаків різних моделей «Антонова» — Ан-72 та Ан-74, які експлуатуються у Казахстані, Єгипті, Туркменістані та Україні. Підприємство отримало у 2017 році близько 57 млн грн прибутку. Проведені роботи дозволили направити кошти на відновлення підприємства: повернення опалення, енерго- та водопостачання. Було погашено борг у розмірі 300 тисяч гривень, а також придбано та своїми силами виготовлено твердопаливні котли, закуплено генератори.
Вдалось запустити два цехи механічної обробки, ковальсько-штампувальний та ливарний цехи, які до цього часу не працювали вже чотири роки. Завдяки цьому Харківське державне авіаційне виробниче підприємство змогло розпочати виробництво запчастин для літаків. Окрім того, завдяки запуску виробничих майданчиків, авіаційне підприємство опанувало випуск траків для БМП.
Антикризові заходи дозволили розпочати щомісячні виплати заробітної плати, в загальній сумі, по всьому підприємству за рік, — 35,5 млн грн. З них 697 тисяч грн було виплачено у рамках відшкодування заборгованості зарплати за минулі роки.
У 2017 році було відновлено наукову діяльність підприємства, яка була заморожена з 2014 року. Були поновлені роботи над створенням нового літака, побудованого за аеродинамічною схемою «качка». Була виготовлена та піднята у повітря літаюча модель, зараз тривають відпрацювання режимів управління новим літаком. В січні 2018 року на підприємстві було розпочато масовий набір робітників.
3 жовтня 2018 року на посаду генерального директора ХДАВП був призначений Задорожний Сергій Миколайович. Як повідомляє міністерство Юстиції станом на 2018 рік Харківське державне авіаційне виробниче підприємство мало найбільшу в країні заборгованість перед працівниками з заробітної плати.
Станом на листопад 2019 року, на підприємстві була найнижча середня заробітна плата серед усіх підприємств, що входять до «Укроборонпрому», яка складала 3,5 тис. грн.
6 листопада 2019 року, Президент України Володимир Зеленський, перебуваючи у Харкові, був обурений низькими заробітними платами на авіаційному заводі та пообіцяв посприяти укладенню мирової угоди у справі про банкрутство ХАЗу.
Станом на 1 березня 2021 року, сума заборгованості заводу перед працівниками склала понад 207 мільйонів гривень, це більше половини заборгованості із заробітної плати по всій Харківській області. На авіазаводі працює 1700 працівників, із них в умовах карантину (неповний робочий тиждень) виходять на роботу — 600 фахівців. Збитки підприємства на початок квітня складали 229 млн грн.
16 квітня 2021 на посаду генерального директора було призначено Кривоконя Олександра Григоровича . Зі зміною керівництва розпочато реалізацію антикризової програми, затвердженої Державним концерном «Укроборонпром» у травні , пріоритетами якої визначено, зокрема, погашення заборгованості, відновлення виробництва та повернення замовників на виготовлення запчастин та обслуговування літаків. Так, ХДАВП реанімував співробітництво з Єгиптом, став співвиконавцем державних оборонних замовлень, розширив співпрацю із компанією «Мотор Січ». Також здійснюється підготовка контракту на добудову і лізинг двох Ан-140 національному авіаперевізнику . На сьогодні ХДАВП та літак Ан-74 включено у антикризову програму приватно-державного партнерства. Про це йдеться в Указі Президента України від 24 червня 2021 року № 268/2021 «Щодо розвитку авіабудівної галузі України» .  На сьогодні ХДАВП включений до переліку об’єктів права державної власності, що не підлягають приватизації, та перебуває у процедурі розпорядження майном.

#### Контракти і постачання з 1992 року
| Дата підписання | Замовник           | Тип ВС                    | Замовлено | Поставлено |
| --------------- | ------------------ | ------------------------- | --------- | ---------- |
| 1992            | АК «Мотор Січ»     | Ан-74                     | 1         | 1          |
| 03.06.1995      | Іран               | Ан-74Т-200 (ТК-200)       | 12        | 12         |
| 25.02.1997      | Лаос               | Ан-74ТК-100               | 1         | 1          |
| 2002-2003       | Укртранслізинг     | Ан-140, Ан-140-100        | 5         | 5          |
| 2002-2003       | Укртранслізинг     | Ан-74ТК-300Д              | 1         | 1          |
| 2002-2006       | Росія (Авіакор)    | літако-комплекти Ан-140   | 2         | 2          |
| 2002-2007       | HESA (Іран)        | літако-комплекти IrAN-140 | 6         | 6          |
| 2003            | АК «Мотор Січ»     | Ан-140                    | 1         | 1          |
| 6.06.2003       | Лівія              | Ан-74ТК-200С              | 2         | 0          |
| 02.11.2003      | Єгипет             | Ан-74Т-200А               | 3+6+18    | 3          |
| лютий 2004      | ММК                | Ан-140                    | 2         | 2          |
| 08.06.2004      | Azal (Азейбайджан) | Ан-140-100                | 4         | 3          |
| 11.12.2004      | Лаос               | Ан-74ТК-300Д              | 1         | 1          |
| 9.09.2005       | Лівія              | Ан-74ТК-300Д              | 1         | 1          |
| 10.09.2005      | Судан              | Ан-74                     | 5         | 0          |
| 17.02.2007      | ВПС Венесуели      | Ан-74ТК-200/Ан-140-100    | 32+40     | 0          |
| Травень 2007    | ОАЕ                | Ан-74Т-200А               | 6         | 0          |
| 2011            | Казахстан          | Ан-74ТК-200А              | 1+1       | 2          |
| 2014            | Туркменістан       | Ан-74ТК-200А              | 2         | 2          |
| Разом           |                    |                           | 152       |            |

## Продукція

### Літаки, що випускалися

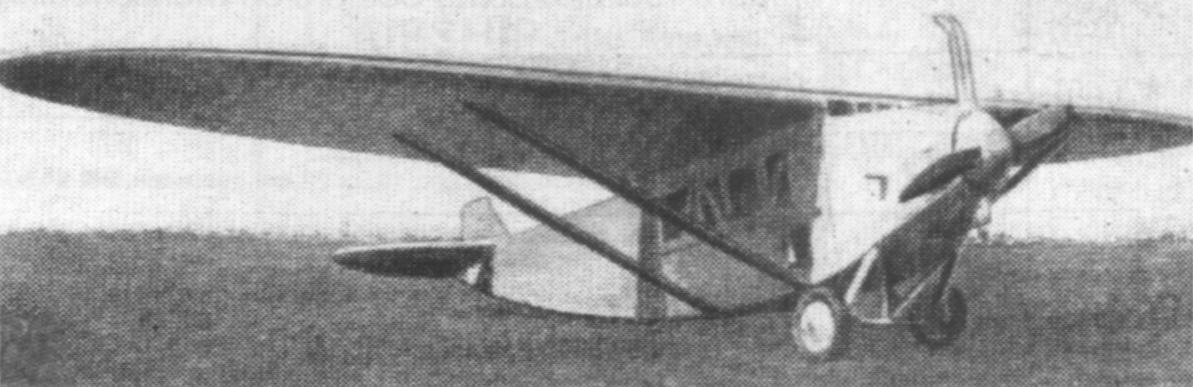
К-1
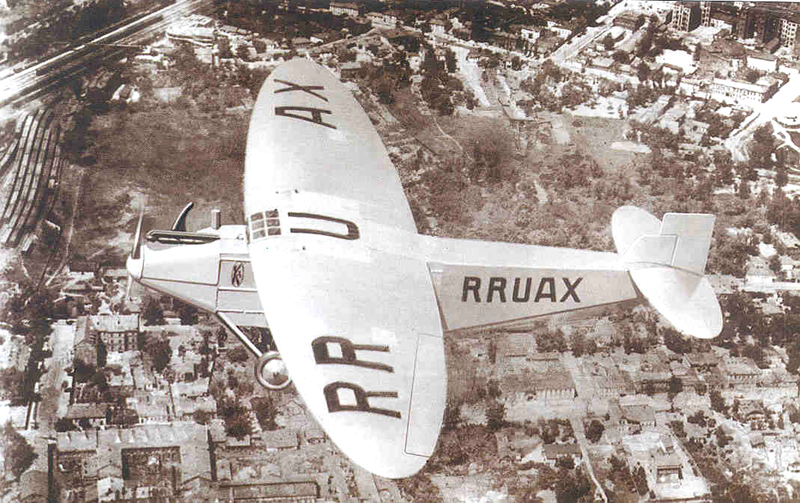
К-4
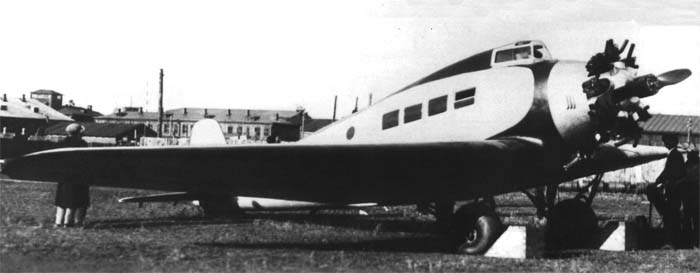
ХАІ-1
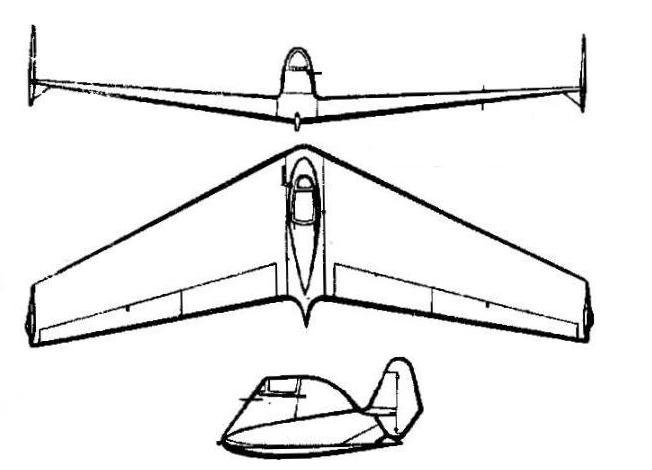
Осоавіахімовець України
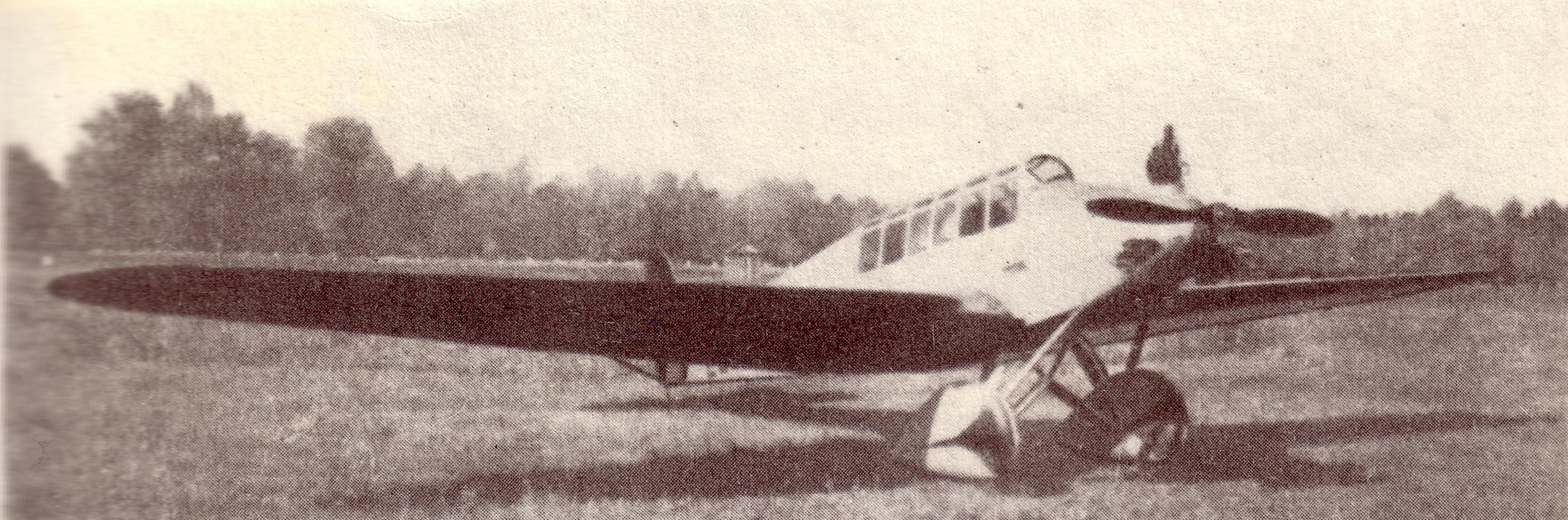
Омега
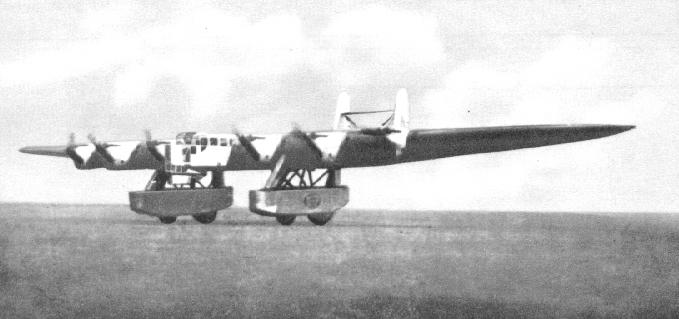
К-7
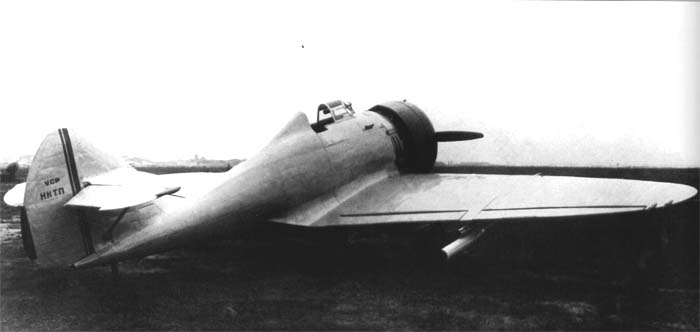
ІП-1
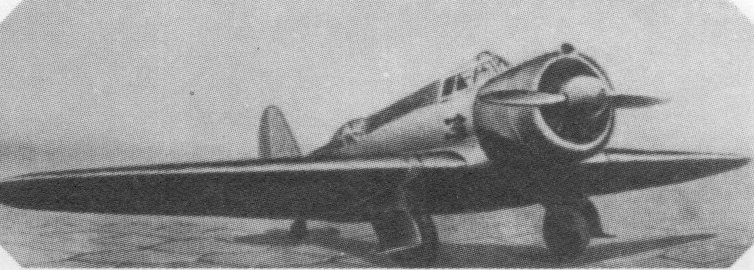
ХАІ-5
Су-1Су-1
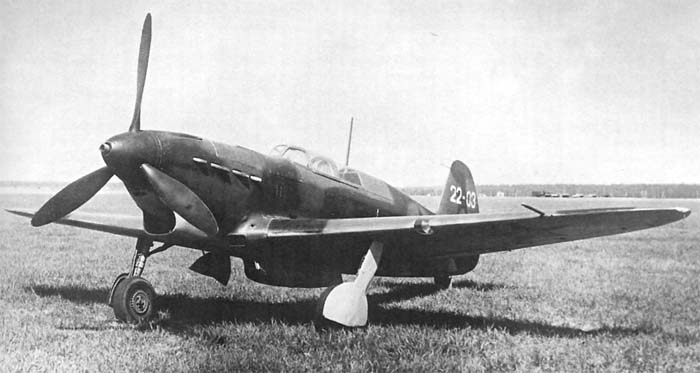
Як-7
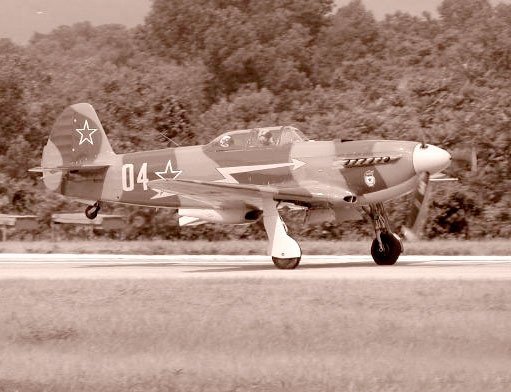
Як-9
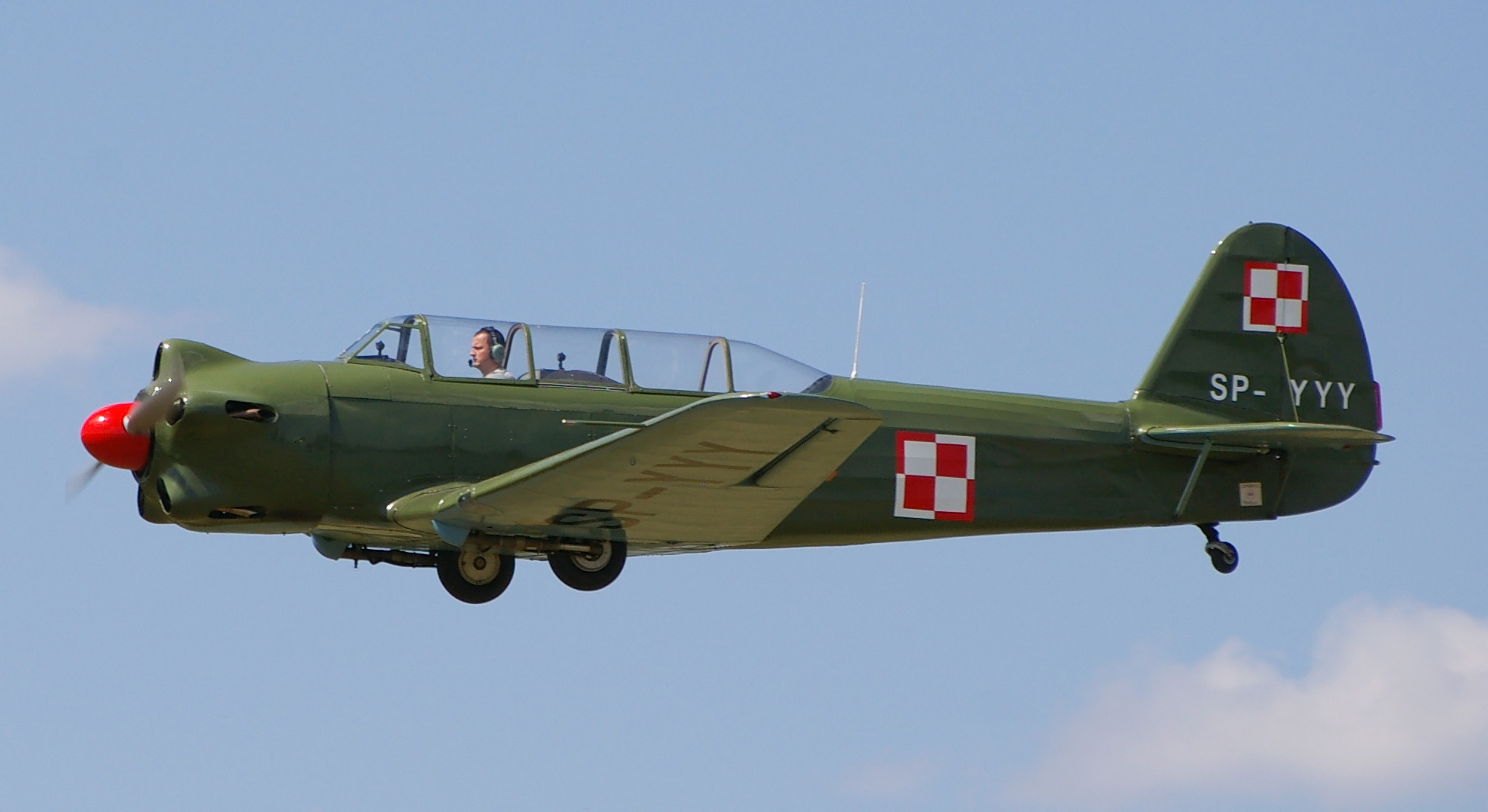
Як-18
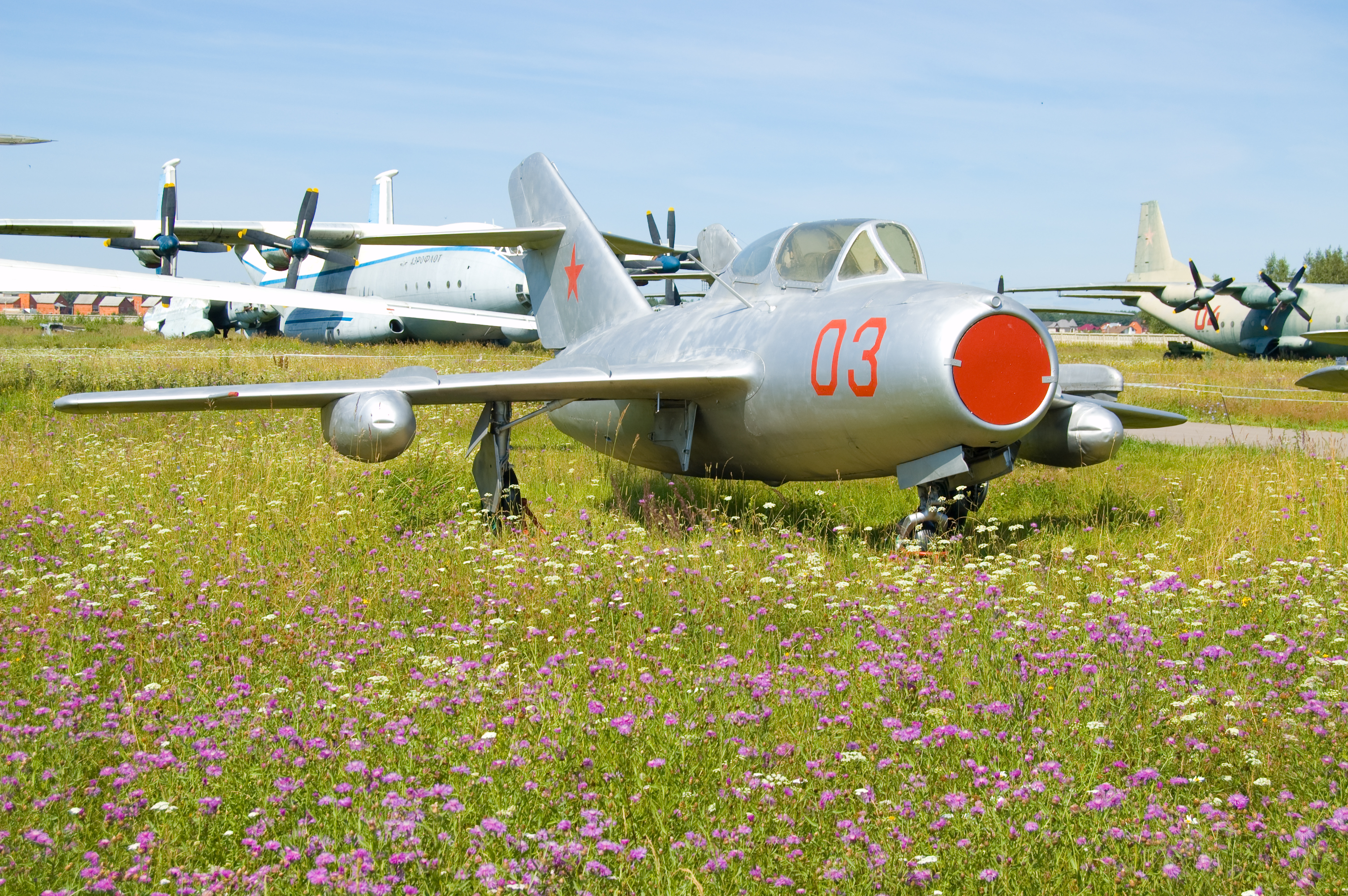
МіГ-15УТІ
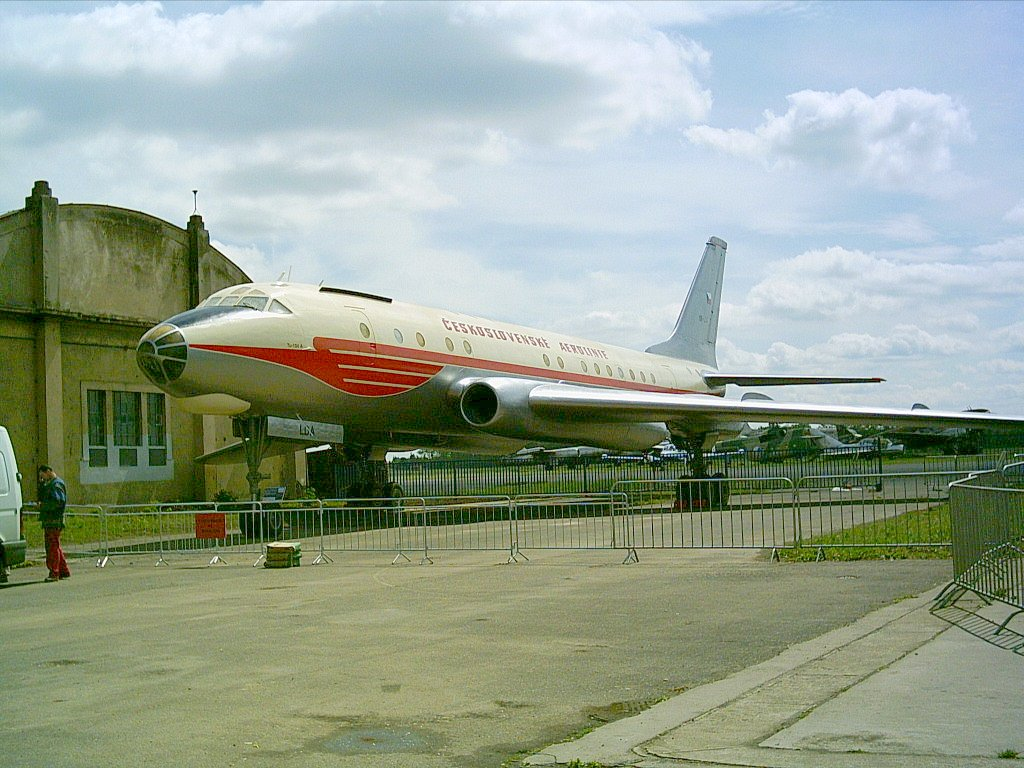
Ту-104
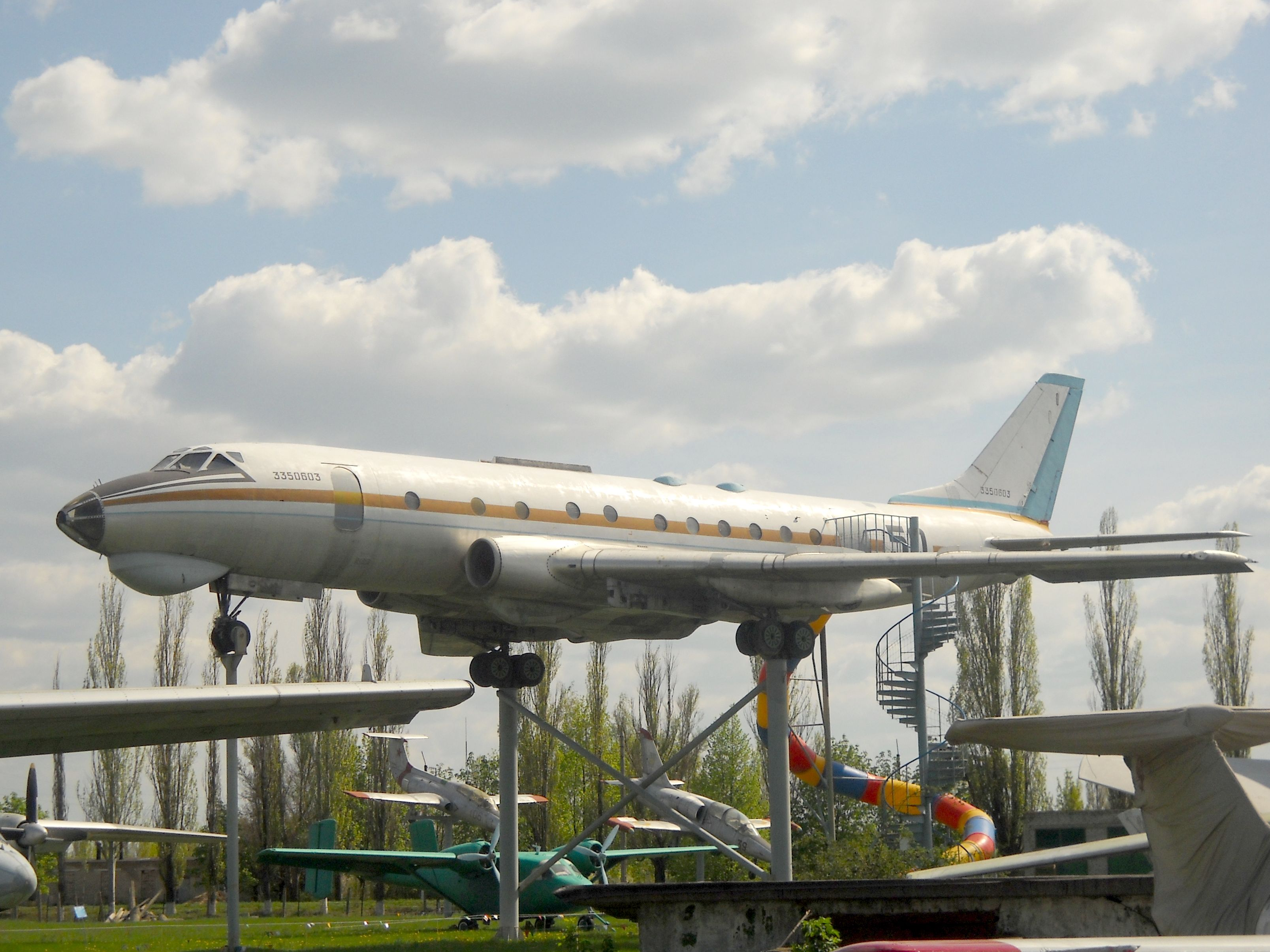
Ту-124
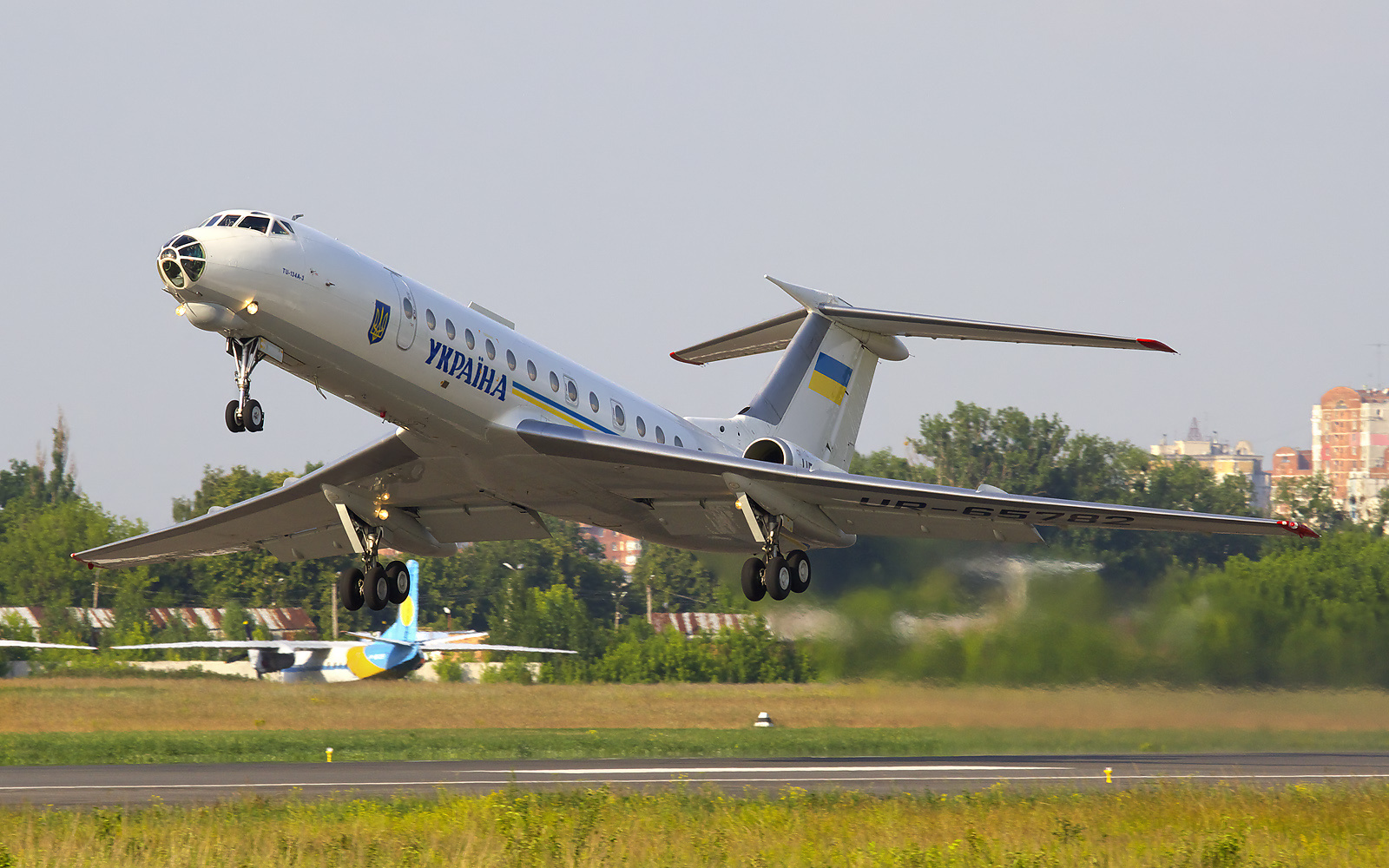
Ту-134
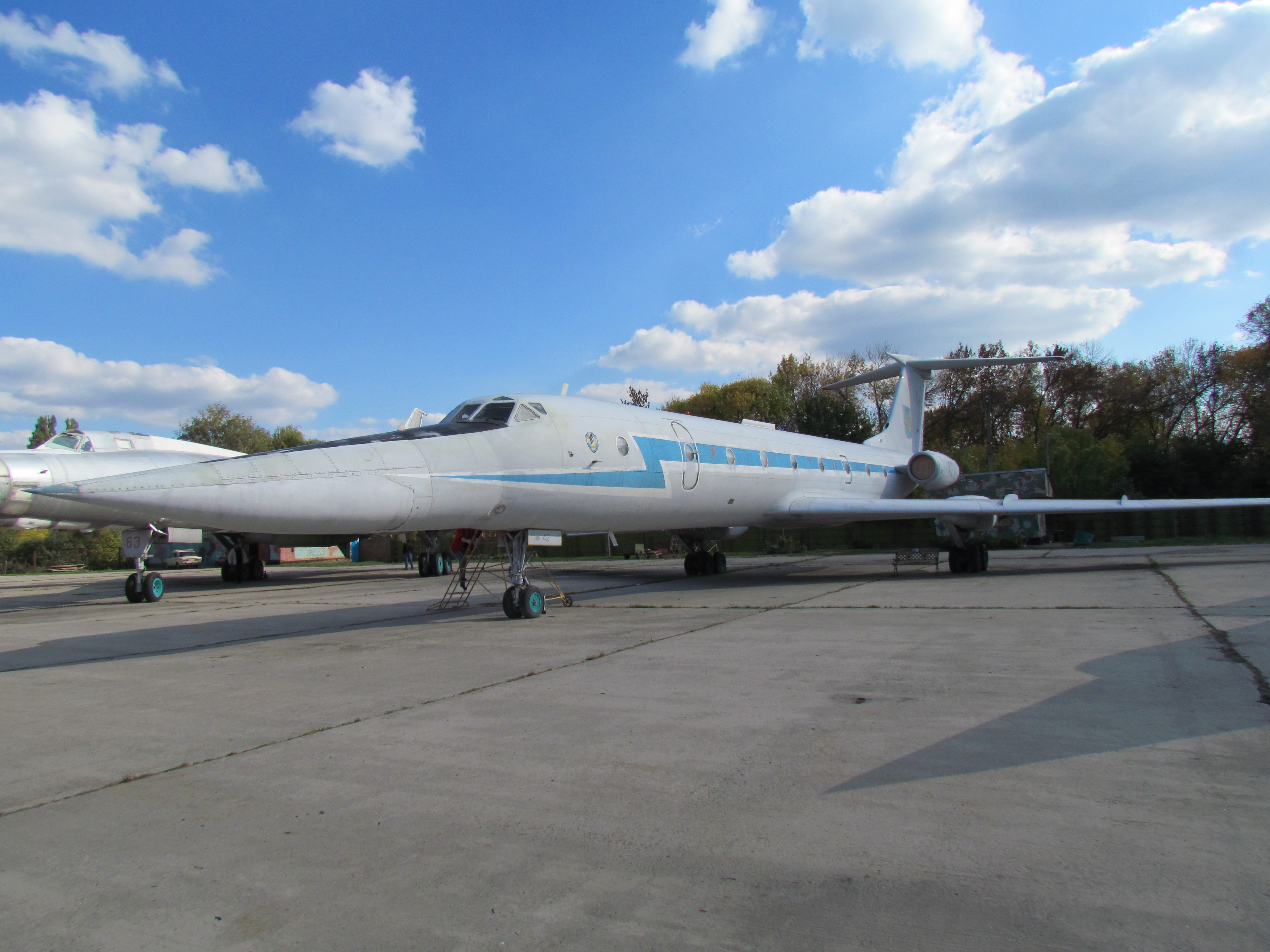
Ту-134УБЛ
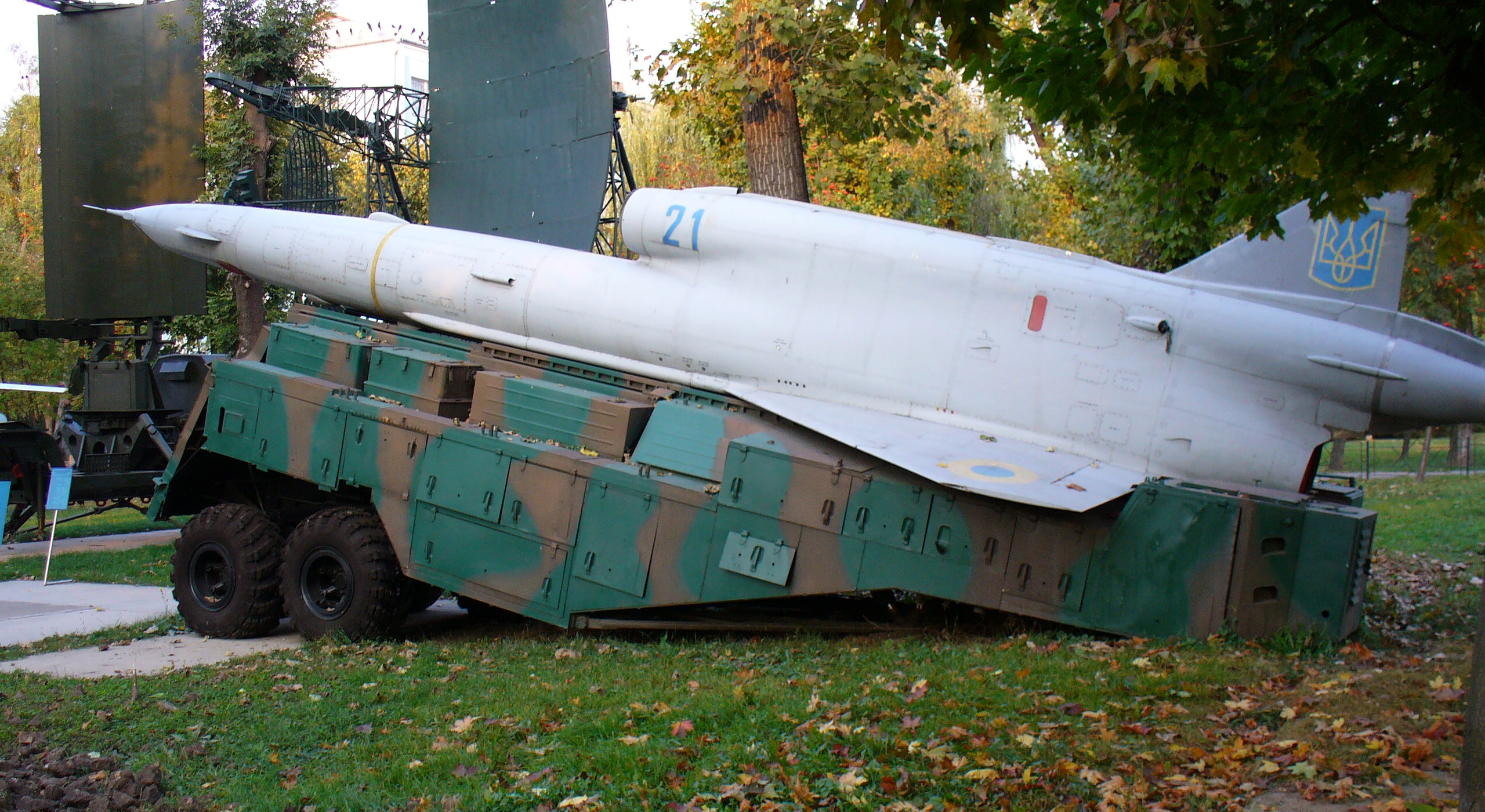
Ту-141
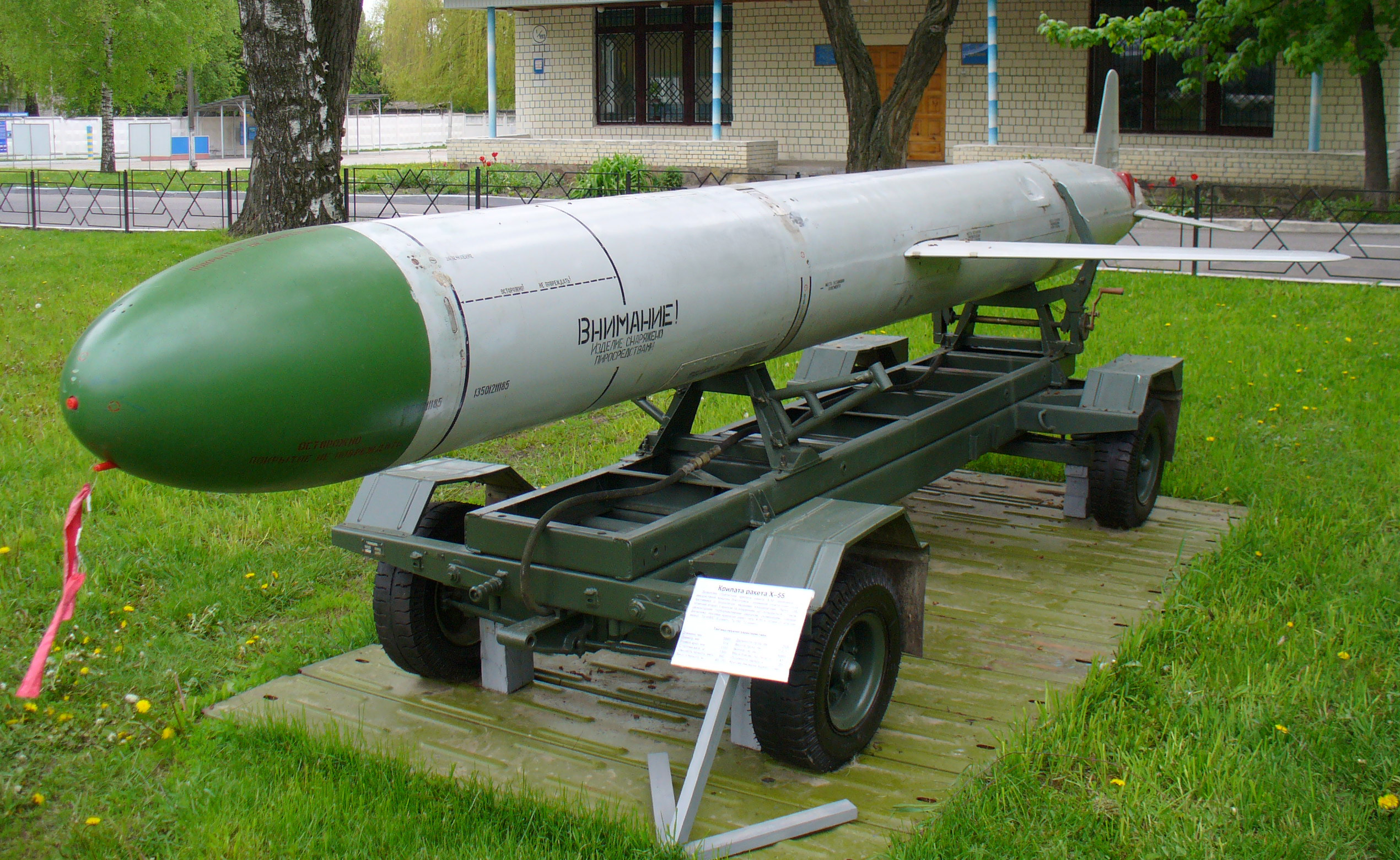
Х-55
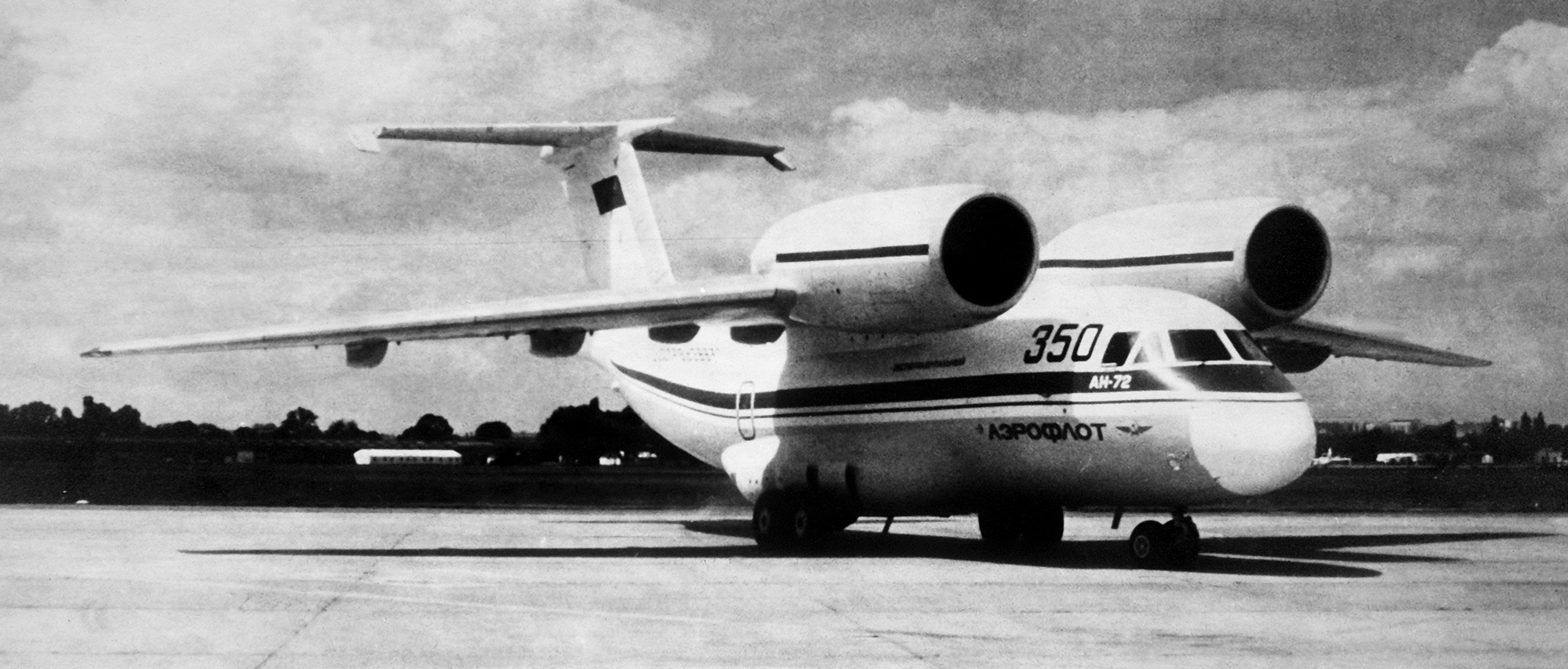
Ан-72
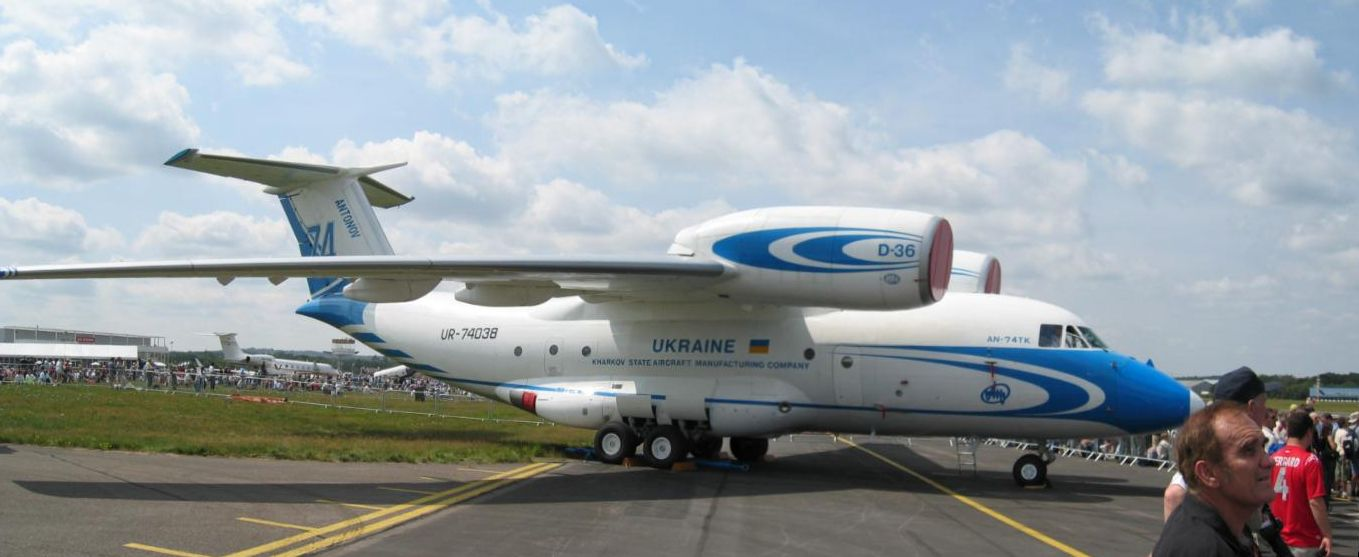
Ан-74
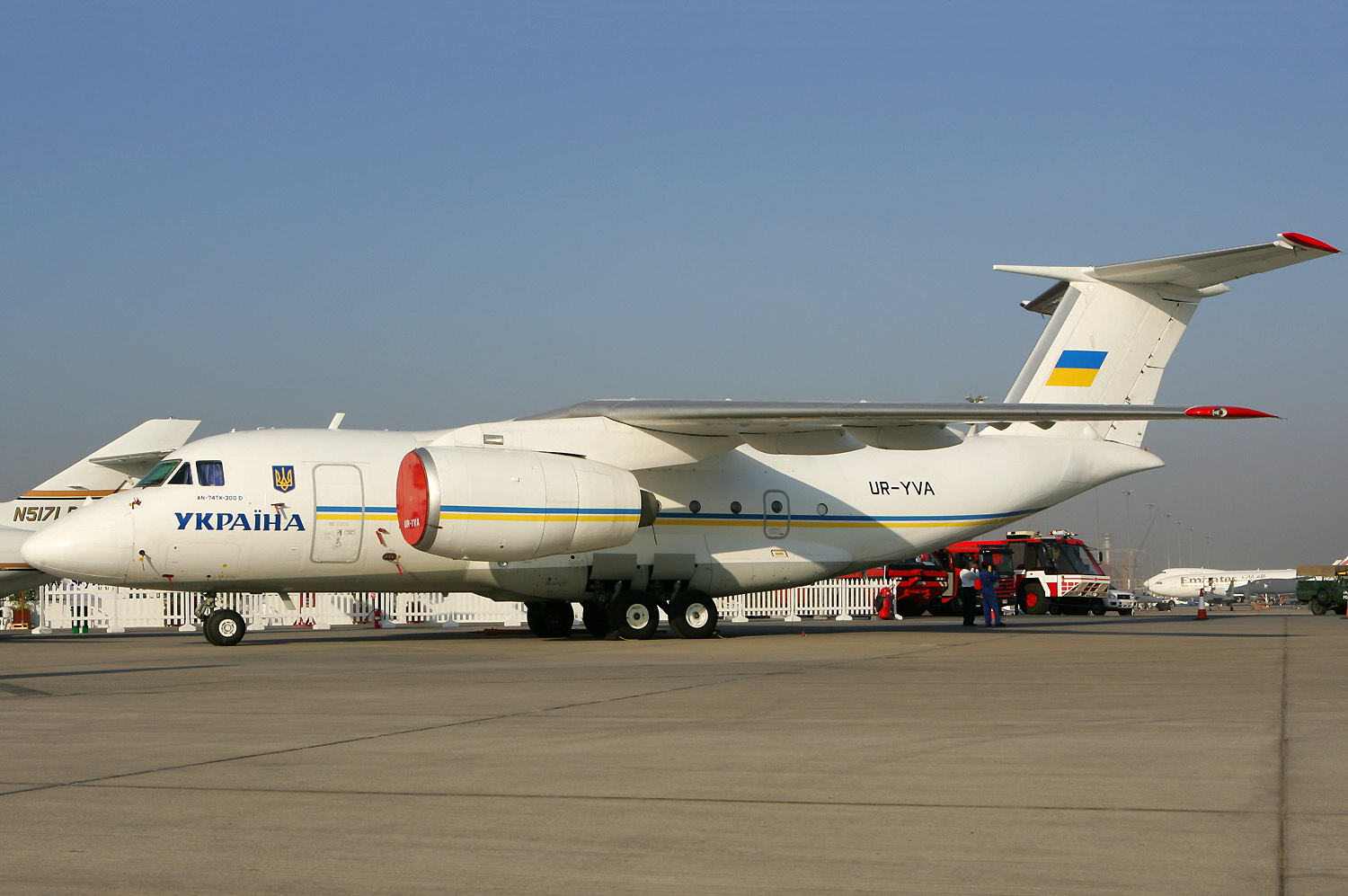
Ан-74ТК-300
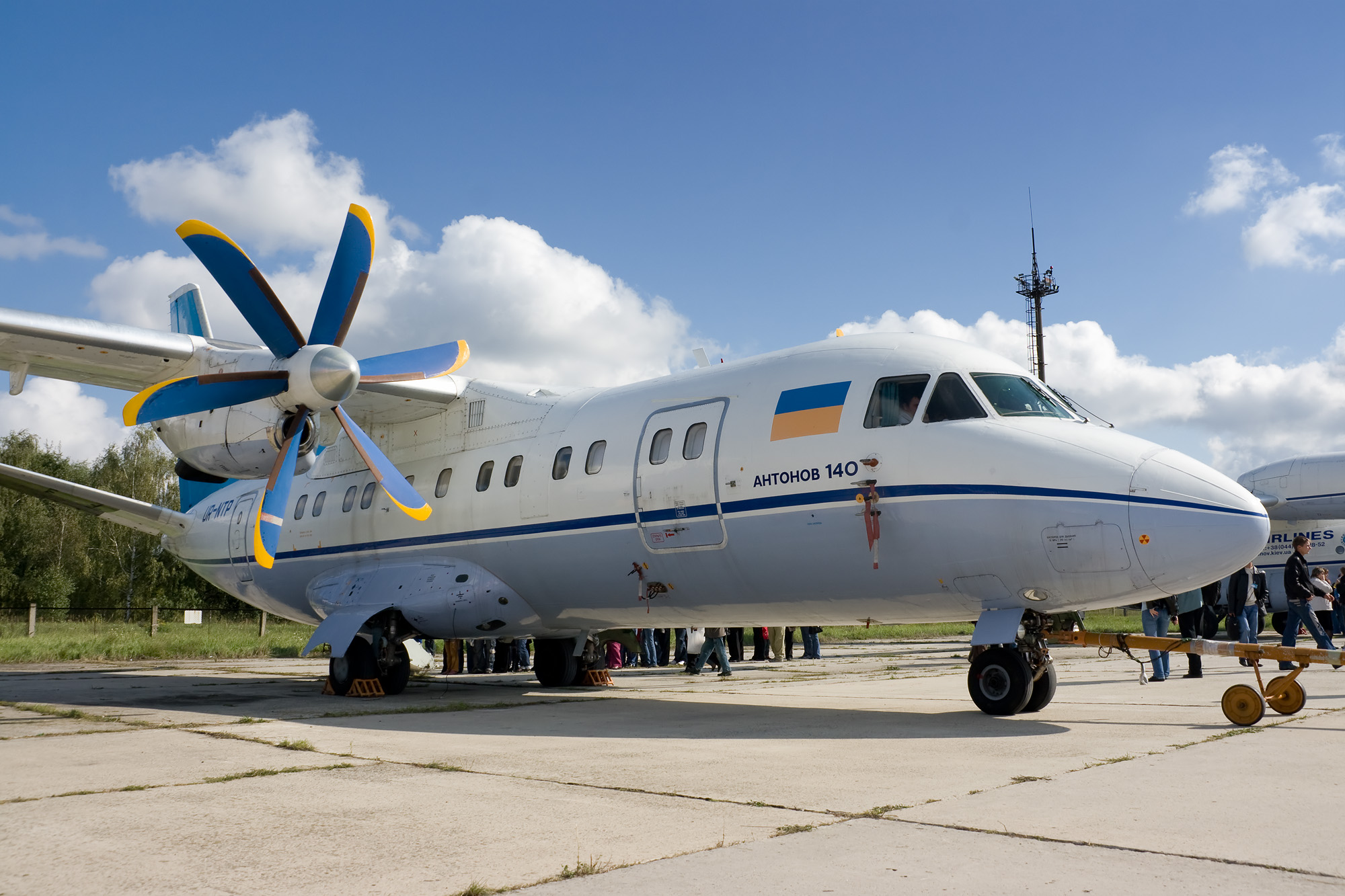
Ан-140
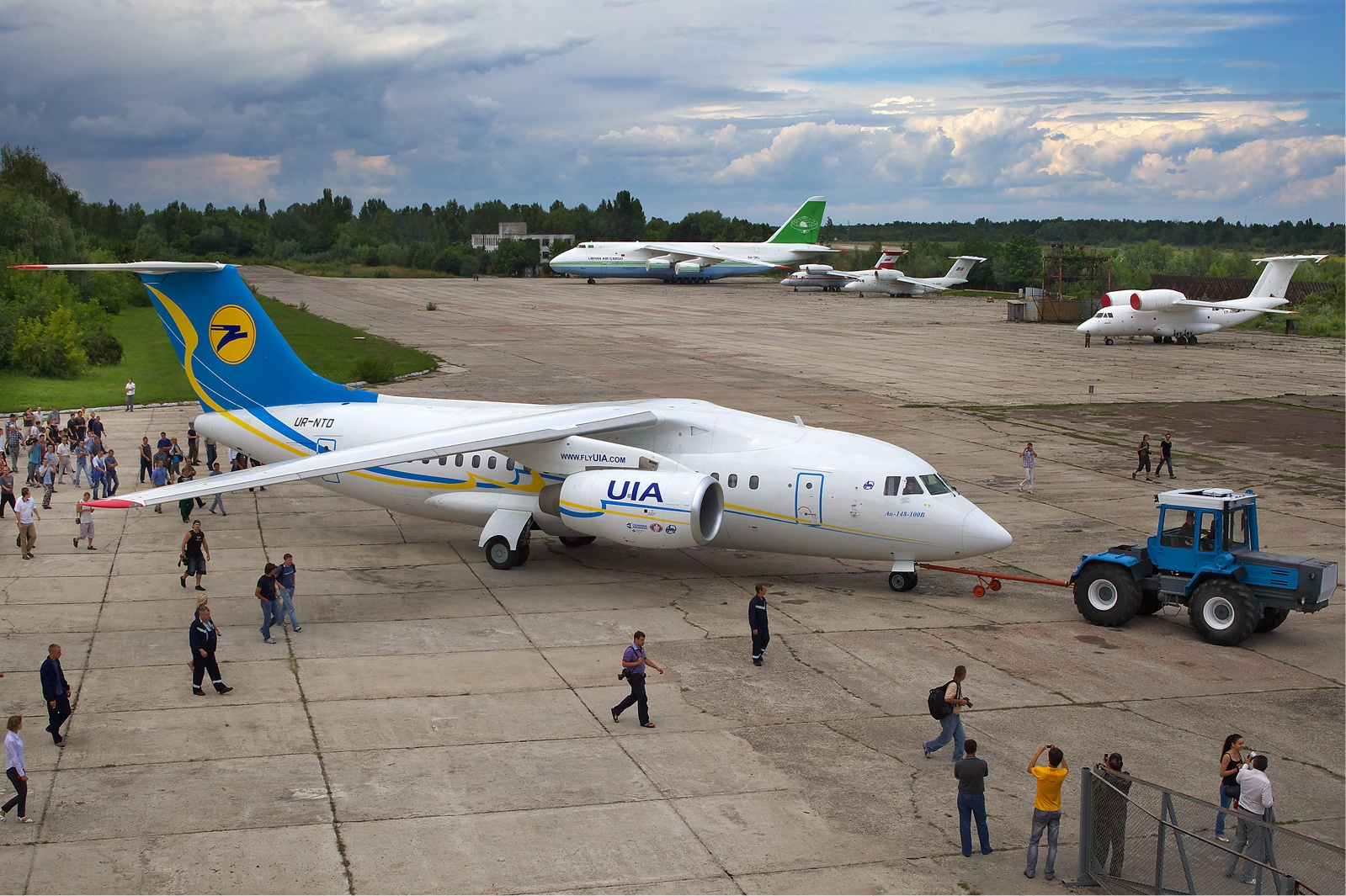
центроплани Ан-148
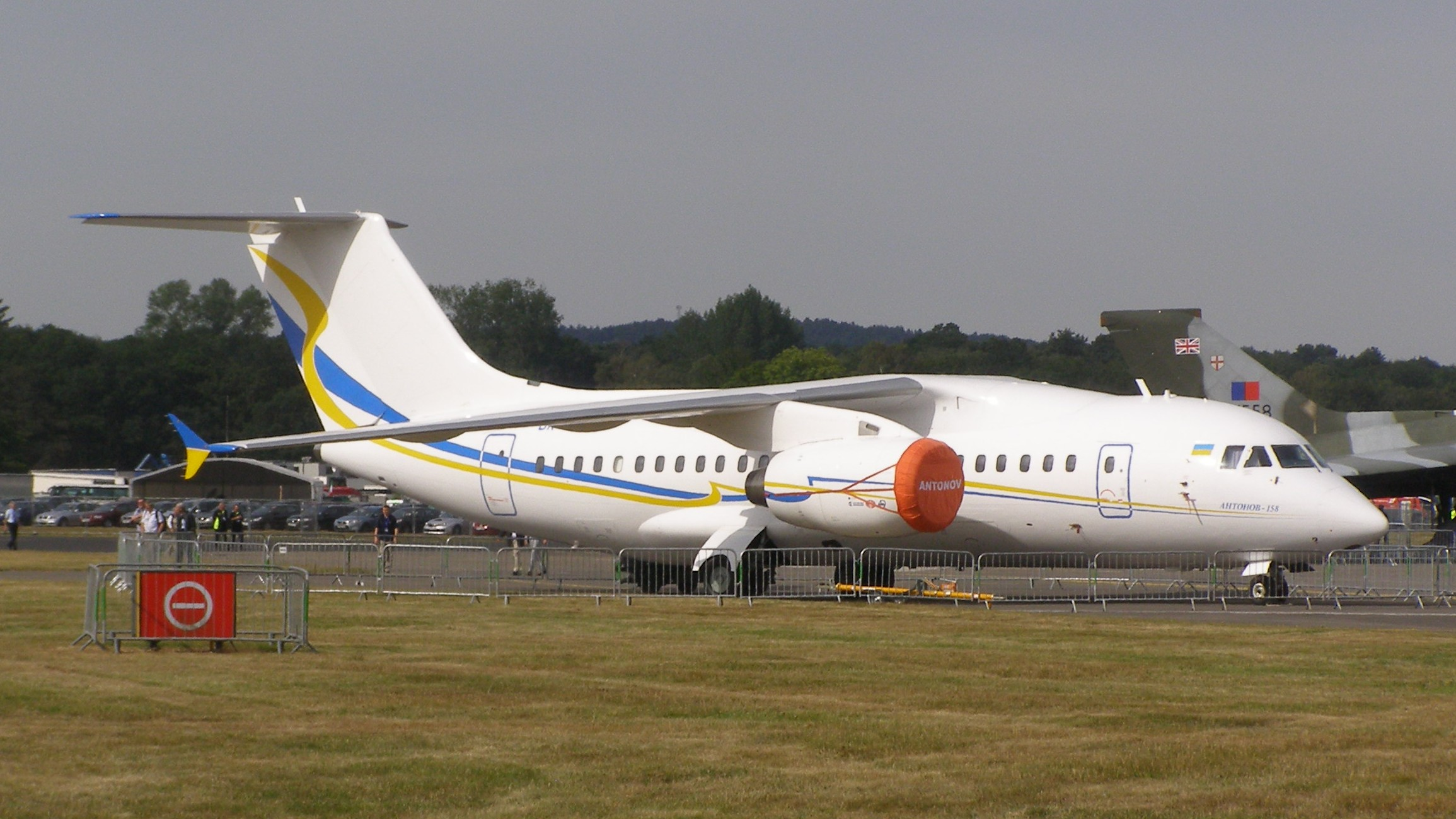
центроплани Ан-158

### Літаки, що випускаються
| Літаки | Літаки | Літаки       |
| Фото   | Модель | з якого року |
| ------ | ------ | ------------ |
|        | Ан-74  | 1990         |
|        | Ан-140 | 1997         |
|        | ХАЗ-30 | 2012         |

## Керівники заводу
Від 1926 р.
| Прізвище, ім'я, по-батькові       | Призначено         | Час на посаді |
| --------------------------------- | ------------------ | ------------- |
| Калінін Костянтин Олексійович     | 17 вересня 1926    | 3 місяці      |
| Мандрико Леонід Михайлович        | 12 грудня 1926     | 1 рік         |
| Кривоконь Степан Опанасович       | 16 листопада 1927  | 3 роки        |
| Корольов Микола Петрович          | травень 1930       | 1 рік         |
| Ситников Володимир Іванович       | 25 листопада 1931  | 1 рік         |
| Калінін Костянтин Олексійович     | 21 травня 1932     | 2 роки        |
| Буздалін Сергій Феоктистович      | 7 лютого 1934      | 2,5 роки      |
| Васильєв Гаврило Іванович         | 1 липня 1936       | 2,5 роки      |
| Нейштадт Семен Захарович          | грудень 1938       | > 1 рік       |
| Карпов Юрій Миколайович           | травень 1940       | < 1 рік       |
| Кузин Іларіон Матвійович          | лютий 1941         | 5 років       |
| Еленевіч Борис Петрович           | 10 червня 1946     | 3 роки        |
| Лиходій Володимир Маркович        | 9 серпня 1949      | 9 років       |
| Корнілов Микола Федорович         | 5 червня 1958      | 9,5 років     |
| Хохлов Борис Олексійович          | 10 жовтня 1967     | 17,5 років    |
| М'ялиця Анатолій Костянтинович    | 11 червня 1985     | 5 років       |
| Васильченко Лев Петрович          | 18 січня 1990      | 5 років       |
| Кладченко В'ячеслав Олександрович | 28 лютого 1995     | 1 рік         |
| М'ялиця Анатолій Костянтинович    | 20 червня 1996     | 6 років       |
| Науменко Павло Олегович           | 8 липня 2002       | 5 років       |
| Задорожний Сергій Миколайович     | 8 травня 2007      | 1 рік         |
| Федак Степан Михайлович           | 12 березня 2008    | 1,5 місяця    |
| М'ялиця Анатолій Костянтинович    | 24 квітня 2008     | 7 років       |
| Сунцов Ігор Павлович              | 30 березня 2015    | 2 роки        |
| Кривоконь Олександр Григорович    | 22 лютого 2017     | < 1 рік       |
| Санагурський Степан Петрович      | 9 серпня 2017      | < 1 рік       |
| Задорожний Сергій Миколайович     | 3 жовтня 2018 року | 2,5 років     |
| Кривоконь Олександр Григорович    | 16 квітня 2021     |               |

## Відеосюжети про роботу
- Проведення технічного обслуговування (форми) для Ан-72

## Досягнення
- За роки серійного виробництва завод випустив понад 4 000 літальних апаратів.
- Дослідне виробництво випустило 12 типів експериментальних літаків і планерів у період з 1926 по 1939 роки.
- Літаки виробництва харківського авіаційного заводу експлуатувалися і експлуатуються у 30 країнах світу.
- На авіазаводі випущені перші в СРСР серійні пасажирські літаки К-2 , К-3 і К-4.
- Виготовлявся наймасовіший в СРСР пасажирський літак передвоєнних років К-5.
- Випускався літак К-7 — найбільший літак свого часу.
- Зроблені перші в СРСР гарматні винищувачі І-Z і ІП- 1.
- На харківському авіазаводі був випущений перший в Європі літак із шасі, що прибираються в польоті ХАІ-1.
- Серійно випускались бомбардувальники Су-2 — найкращі літаки початку Великої Вітчизняної війни.
- З 1949 по 1953 роки вироблявся літак МіГ-15УТИ — навчально-тренувальний винищувач, на якому навчалися військові льотчики багатьох країн світу.
- Випущений перший у СРСР серійний пасажирський реактивний літак Ту-104.
- Випущений перший у світі пасажирський літак з турбовентиляторним двигуном Ту-124.
- Виготовлявся наймасовіший реактивний пасажирський літак СРСР Ту-134, який експлуатується з 1965 року дотепер.
- 1985 року випущений турбореактивний літак скороченого зльоту і посадки АН-72, який може експлуатуватися на непідготовлених аеродромах.
- Серійно виробляє різні модифікації транспортних і конвертованих літаків сімейства АН-74.
- Уперше за роки незалежності України сконструйовано, зібрано і запущено в експлуатацію надлегкий двомісний спортивно-навчальний літак ХАЗ-30.